# ファイナルファンタジーXII
『ファイナルファンタジーXII』（ファイナルファンタジートゥエルブ、FINAL FANTASY XII、略称: FFXII、FF12）は、スクウェア・エニックスが開発・販売するコンピュータRPG。日本国内では2006年3月16日にPlayStation 2（PS2）専用ソフトとして発売された。ファイナルファンタジーシリーズのナンバリングタイトル第12作目にあたり、新作としては最後のPS2用タイトルとなる。
戦争を背景に、強大な力を秘めた石を巡り、イヴァリースを駆け抜けた人々の物語で、後の「イヴァリースアライアンス」のひとつ。2007年4月26日には派生作品の『ファイナルファンタジーXII レヴァナント・ウイング』が発売された。
複数の賞を受賞した後、2007年8月には日本国外版に新規要素を追加したインターナショナル版『ファイナルファンタジーXII インターナショナル ゾディアックジョブシステム』が発売された。また2016年にはインターナショナル版をベースとしてHDリマスターを施した『ファイナルファンタジーXII ザ ゾディアック エイジ (FINAL FANTASY XII THE ZODIAC AGE)』が発表され、PlayStation 4（PS4）版が2017年7月13日に、Windows版が2018年2月2日に、Nintendo Switch版およびXbox One版が2019年4月25日に発売された。
またオリジナル版では本編作品ではCEROにおけるCERO:A(全年齢対象)となった最後の作品でもある。

## ゲームシステム
基本的にはオリジナル版の内容を記述する。

### フィールド
『FFXI』と同様、360度の方向にポリゴンやテクスチャが施されたフル3Dフィールド。シームレスバトルにおける負荷軽減のためグラフィックリソースは予定の半分に減らしたが、手軽に試行錯誤のできる開発ツールの使用と細部に至るテクスチャの描き込みによって、『FFX』と遜色のない、またはそれを凌ぐグラフィックを実現している。一方で、細かい動作をする枝葉や旗などといった造形物はポリゴンを多く使用するため存在しない。
各町やダンジョンなどが記号化された世界縮小フィールドの上でキャラクターを移動させ、目的のエリアを象徴するシンボルに接触（または選択）することで各フィールドの探索が可能となる『FFIX』以前のシステムではなく、『FFX』と同様に各フィールド同士を擬似的に連結させたシステムを採用している。メインストーリーに沿ったプレイでは発見できないエリアやダンジョンも多数あり、ストーリーに関わる場所以外は、基本的に自由な探索が可能である。飛空艇での移動には、ワールドマップに表示されているポイントを選択して即時移動する方式を採っている。また、本作でも『FFX』のスピラと同様、イヴァリース全土のフィールドを網羅することは不可能となっており、ロザリア帝国の所在地であるオーダリア大陸に相当するフィールドは制作されていない。
一つのエリアを構築する巨大な3Dフィールドを、画面の暗転やロードが発生することを意味する青い点線で分割した方式を採用しているため、同じエリア内のフィールドであれば青い点線で断片化されていても景色が繋がっているように見える。別のエリアと隣り合わせになっているフィールドの青い点線には、そのエリアの名前が表示されている。しかし、異なるエリアであっても、ダルマスカ砂漠（東西）や大砂海（オグル・エンサとナム・エンサ）の接続部分、モスフォーラ山地とサリカ樹林の接続部分などのように、エリア間の景色の繋がりが見える箇所も存在する。
右アナログスティックでカメラアングル（視点）を前後・左右の自由な方向に動かすことが可能。操作はリバース固定でズーム機能や主観視点などはない。また、自由にアングルが調整できるカメラシステムを採用したことに伴い、『FFVII』から『FFIX』における世界縮小フィールドを除いた移動フィールド全般と、『FFX』における移動フィールドの一部に採用された完全固定視点の擬似的な3Dフィールドシステム（CGやドットでドローイングされた2Dの絵を背景とし、キャラクターなどの造形物を三次元的に動作させるシステム）を廃止した。また『FFX』にあったアクティブフィールド（視界が悪くなるフィールドや移動アクションにおいて視点を適正な位置に自動調整するシステム）も採用していないため、狭い道ではカメラが壁に当たると主人公の頭部アップまで弾かれ、徒歩以外の移動アクションはムービー表現になっている。『FFXIII』以降は自由視点のまま、視界の悪化するエリアやアクションでのカメラ視点をサポートするアクティブフィールド制御が復活している。
また、戦闘システム（後述）では、従来のRPGに多く見られるエンカウント制を廃止し、フィールド上をモンスターが徘徊している中で画面の切り替えなしで行われるシームレス制を採用した（ミストナックや一部の敵の技、召喚などで画面が切り替わることもあり、それらの演出には従来までのリアルタイム処理ではなく、戦闘の進行を一時的に停止させてムービーを再生する方式を採用している）。
本作以外でのシームレスバトルでは、戦闘突入時（あるいは武器を構えた際など）にBGMがフィールド専用のものから戦闘専用のものへと切り替わるが、今回はアクションゲームのように移動時も戦闘時も一定の曲が流れ続ける。戦闘用のBGMがあるのはボス戦のみで、勝利のファンファーレもこの戦いに勝利した時のみ流れる。

### アクティブ・ディメンションバトル（ADB）
アクティブ・ディメンションシステムは従来のファイナルファンタジーシリーズや『クロノ・トリガー』に採用されていたアクティブタイムバトルシステムの派生版である。アクティブタイムバトルとは異なり、フィールドと戦闘が一体化したシームレスタイプのバトルシステムを採用、戦況がリアルタイムに変化する。メンバーが攻撃用のアクションを実行しようとした際と攻撃用のアクションの対象になった際は、メンバーは自動的に武器を取り出して戦闘態勢に移行し、モンスターを討伐する、逃げるなどの方法でメンバーを感知しているモンスターがいなくなれば非戦闘態勢に戻る。
従来のアクティブタイムバトルでは、ゲージが満タンまで蓄積した順にコマンド入力が可能となっていたが、アクティブディメンジョンバトルでは、コマンドを選択してからゲージが蓄積していき、満タンになると発動する形式を採っている。ゲージの蓄積中に他のコマンドを入力すると、以前に入力したコマンドはキャンセルされ、改めてゼロからゲージを蓄積する。
「たたかう」「魔法」「アイテム」など、全てのアビリティには射程の概念があり、弓や銃などの遠隔武器であれば遠くから攻撃できる。魔法などは射程のほかに攻撃範囲が存在する場合もあり、一度に複数の敵を攻撃できるスタジオベントスタッフ『ファイナルファンタジーXII バトルアルティマニア』スクウェア・エニックス、2006年、78頁。。戦闘中でも任意や自動での移動が可能で、近接武器を装備していれば敵の近くに、遠隔武器や魔法を使用する場合には敵の遠くに自動で移動する。スタジオベントスタッフ『ファイナルファンタジーXII バトルアルティマニア』スクウェア・エニックス、2006年、77頁。移動によるヒットアンドアウェイのようなアクションゲーム的な戦法は不可能。
プレイヤーキャラクターやモンスターなどにはHPゲージ（色は「プレイヤーキャラクターなど」の色・「攻撃してくるモンスター」の色・「攻撃してこないモンスター」の色の3種類が存在する）が表示されておりプレイヤーキャラクターやモンスターなどに何らかのステータス効果が発生している場合はHPゲージの左に発生しているステータス効果に応じたステータスアイコンが表示される。
敵モンスターに「非アクティブ」「アクティブ」の二種類の状態がある、視覚・聴覚など、パーティの感知方法がモンスターによって異なる、戦闘を行っている敵モンスターを感知して別の敵モンスターが自動的に戦闘に加勢するリンクが発生する、敵モンスターは多くがヘイト（敵対心）によって攻撃ターゲットを決める、フィールドの天候や地形によって属性攻撃に影響があるなど、ファイナルファンタジーXIの戦闘システムに近い要素が多く見られる。
R2ボタンを押すとエスケープモード（従来の「にげる」）となり、この間はガンビットが機能しない、戦闘態勢をとらないなどの効果を持つ。『FFX』以前の敵前逃亡には運の要素が絡んでいたが、今回は一定の追尾範囲から一歩でも離れればそこで敵が引き返すようになった。ただし逃げる進路によっては、より多くの敵を呼ぶリスクもあり、遠距離攻撃を仕掛けてくる敵などの追撃を受ければ無傷で逃げきるのは難しい。
バトルメンバーは魔法や攻撃の対象になっていなければ自由に変更可能。最大でメインメンバー3人+ゲストNPCの計4人。プレイヤーはメインメンバー3人のうち1人をリーダーとして操作でき、いつでも自由にリーダーを変更できる。また、リーダーを先頭に仲間は自動的に陣形を作って追従する。
「コンフィグ」でコマンド選択中に戦闘が止まる「ウェイト」と、コマンド選択中にも戦闘が続く「アクティブ」の2種類のバトルモードを選択できる。また「バトルスピード」で戦闘の進行速度（ゲージの蓄積する速度）を6段階から選択できる。
同タイプの敵モンスターを連続して倒すとバトルチェインが発生。チェインを継続させていくことでチェインレベルが上がり、モンスターがアイテムを落とす確率が増加する、アイテムの取得時にHP・MPが回復するなどの恩恵が得られる。

### 属性
今までのシリーズ同様に武器や魔法には「属性」が設定されているものがあり、対応属性により与ダメージ（被ダメージ）の増加・減少や無効化などに関わる。本作では「火」「雷」「氷」「土」「水」「風」「聖」「闇」の8種類の属性が登場する。

### ガンビットシステム
プレイヤーは戦闘メンバーの操作を「ガンビット」と呼ばれる簡易スクリプトで自動化できる。キャラの役割分担を明確化させ、今までのRPGにおいて慣習化していた同じコマンド入力を手作業で繰り返す手間を省く事を可能にした。また、ガンビットによる行動中でもプレイヤーがコマンドを直接指示した場合は、そちらが優先される。
「対象となる条件」と「動作」の二つの文章を組み合わせることで1つの文章を作り、キャラクターにその動作を行わせるのが特徴。例えば「HP<10%の仲間」「ポーション」を組み合わせると、HP10%未満の仲間にポーションを使ってくれるようになる。一方で別パターンとして「HP<10%以下の仲間」「たたかう」を組み合わせてしまうと瀕死の仲間に対してとどめをさしてしまう事になる。だが、一見してプレイヤーに不利になりそうな組み合わせであっても、状況や戦略によっては有益な入力となる場合もある。
1キャラ毎に最大で12個までの動作を設定でき、番号の若い順から行動の優先度が高くなる。
例えば回復行動の下に戦闘行動をセットすれば戦闘中でも体力が消耗すれば回復する。逆に戦闘行動の下に回復行動がセットされていれば、戦闘が一通り終わって安全な状態になってから回復を開始するようになる。場合によっては戦闘中に回復行為を行うのはゲームのテンポを悪くする場合もあり、状況に応じてセットしなおすのが望ましい。
ガンビットのON/OFFの切り替えはタイミングを問わずプレイヤーが任意で行える。
ガンビットの名はチェス用語のギャンビットに由来し、戦闘における「初めの一手」としてキャラクターはそれぞれガンビットによる役割を行い、必要に応じてプレイヤーがキャラクター個々に指示を出すことで戦闘を進めていくという構造になっており、組み合わせによってはプレイヤー自身がまったく操作することなく戦闘を展開させることも可能である。一方で、ガンビットは便利すぎるものにしないように調整が施されており、例えば「アイテムを持っている敵」というガンビットは用意されておらず、条件を満たしていればアイテムを持っていない敵に対しても「盗む」を実行してしまう。
ガンビットは従来のRPGにおいてもしばしば用いられていたAIをプレイヤーの手で編集できるという点で特筆すべき機能である。開発中の段階では「駆け出しの盗賊」や「ポーションの使い所」といった完成品のガンビット・プログラムをアイテム感覚で装備するもので、基本能力値の上昇やアビリティの習得にも関連する予定だったが、全てのプレイヤーが満足する形を目指すため、『FFIV』のモンスタープログラムを参考にして現在の形式になった。

### 成長システム・ライセンス
基本能力値はレベルおよび一部ライセンスによって変化する。キャラクター毎の個人差は若干はあるものの、戦闘に大きく影響するほどではない。経験値によるレベルアップではHP・MPが主に上昇し、その他の能力の上昇は僅か。
武器・防具・アクセサリ・魔法・技は店で購入するだけでは装備できず、ライセンスボード上に存在する各装備ライセンスを習得することで装備できるようになるスタジオベントスタッフ『ファイナルファンタジーXII バトルアルティマニア』スクウェア・エニックス、2006年、48頁。。習得にはそれぞれ必要なポイント（ライセンスポイント：LP）が設定されており、必要ポイントを消費することで習得する。
ライセンスにはキャラクターを強化するライセンスもあり、能力値上昇やMP回復、アイテム効果増大などの各種オプション、ガンビット枠増加、召喚、ミストナック習得などがある。やり込めば最終的に召喚魔法（1つにつき1キャラしか習得できない）以外全てのライセンス習得が可能になるスタジオベントスタッフ『ファイナルファンタジーXII バトルアルティマニア』スクウェア・エニックス、2006年、50頁。。
キャラクターの戦闘能力の上昇はレベルよりも装備品・ライセンスが占める役割が大きく、またHPを二倍にする「バブル」や、回復とダメージの効果を逆転させる「リバース」など低レベルをカバーできるアビリティがいくつかあるため、レベルアップが単純にアドバンテージとなりゲーム進行が容易になる一方で、上級者であればレベルを極力上げずにゲームを進めていくことも可能である。

### 装備品
「武器」「盾/矢/弾」「頭」「体」「アクセサリ」の5つの部位に、ライセンスで習得した装備アイテムを装備させることができる（一部の装備アイテムはライセンスが不要）。
武器は片手用の「片手剣」「斧」「ハンマー」「ダガー」「メイス」「計算尺」と、両手用の「両手剣」「刀」「忍刀」「槍」「棒」「弓」「ボウガン」「銃」「ロッド」「杖」「ハンディボム」の計17種類に分けられ、種類によって射程やダメージ計算に適用されるパラメータなどが異なる。この内、弓、ボウガン、銃、ハンディボムは「矢」や「弾」を同時に装備する必要がある。
防具には魔法防御力を上げる頭用のものと、物理防御力を上げる体用のものがあり、それぞれHPを増加する「軽装備」、力を増加する「重装備」、魔力を増加する「魔装備」の3種類がある（例えば「頭用の軽装備」は魔法防御力とHPを上げる）。また、片手用の武器を装備している場合に限り、回避率を上昇させる「盾」を装備できる。各種防御力・回避率はキャラクター側に同様のパラメータが存在せず、装備によってのみ強化される。
アクセサリは特定の状態異常を防ぐ、常時魔法効果を付与する、特定の「技」の成功率が上がるなど、装備することで様々な効果を得られる。

### 魔法・わざ
装備品と同様に店で購入するなどして「魔法」や「わざ」を入手し、ライセンスボードでライセンスを修得する事で使用できる。
魔法はMPを消費して使用する。魔法は以下の5種類のカテゴリに分けられている。
- 白魔法…主にHPの回復や状態異常の治療を行う魔法。
- 黒魔法…主にダメージを与える魔法。属性（雷・火など）付きのものが多い。
- 時空魔法…主に時間や空間に干渉する魔法。
- 緑魔法…主に状態異常を付加する魔法。有利な状態異常を付加するものと不利な状態異常を付加するものがある。
- 裏魔法…様々な効果の魔法がラインアップされている。他の系統に比べ特殊な効果のものが多い。

「わざ」は基本的にMPを消費しない特殊な行動で、全部で24個存在する。敵からアイテムを「盗む」、ターゲットのHPなどを表示する「ライブラ」などの戦闘に必需なものから、敵にダメージを与えずに特殊な効果を与えるもの、ダメージ計算が特殊なもの、HPや所持金などMP以外のものをコストとして使用するものなど効果は様々。
魔法・わざを使ったときにADBゲージが溜まってもすぐに発動しない場合がある。フルポリゴンで表現されたフィールド上でシームレスで進行するゲームシステムから、メモリがタイトになることが懸念され「エフェクトによる処理落ちによって上級魔法が二つ同時に使えない」という仕様があり、開発者の「エフェクトは同時に最大8個まで発生する」とのコメントから、魔法によって発生するエフェクト個数が決められており、それを超過した場合に順番待ちが発生することが明らかになっている。

### ミストナックとミストカートリッジ
各パーティーキャラクターには「ミストナック」と呼ばれる特殊攻撃が設定されており、ライセンスボードで1キャラクターにつき3種類を習得できる。
ミストナックにはそれぞれレベルが存在し、発動には各レベルに対応した「ミストカートリッジ」を消費する。ミストカートリッジとはMPの最大値分を表し、ミストナックの習得に応じてカートリッジも増加する。
ミストナック使用中に、画面上に表示されているボタンを押す事で他のキャラクターのミストナックへと繋ぐ事ができる。連携回数には上限があるものの、ルーレットで回数を増やす事が出来るため、運が良ければ制限時間の続く限り無限に繋ぐ事もできる。低レベルなミストナックほど連続して繋げやすいスタジオベントスタッフ『ファイナルファンタジーXII バトルアルティマニア』スクウェア・エニックス、2006年、107頁。。
また、特定条件下でミストナックを使用することで「融合技」を発動することが可能。融合技は「炎のインフェルノ」「土のカタクラズム」「水のイラプション」「風のラプチャー」「ホワイトアウト」「アークブラスト」「ルミネッセンス」「ブラックホール」の全8種。
インターナショナル版ではMPとミストカートリッジは別々となっている。

### 召喚獣
ボスモンスターとして登場する召喚獣を倒すとライセンスボード上に召喚ライセンスが出現し、それを習得する事で召喚が可能となる。習得は召喚獣1体につき1人のキャラクターに限られる(例えば、ヴァンとアーシェの二人が共にベリアスを習得することは不可能なため、どちらか一方のキャラクターを選択する必要がある)。召喚には上記のミストカートリッジを消費する必要があり、強力な召喚獣ほど消費数は多くなる。
召喚するとフィールド上は召喚者と召喚獣だけとなり、召喚獣は独自のガンビットによって行動する（プレイヤーが指定できるのは「召喚帰れ」のみで、プレイヤーによるガンビット設定もOFFも不可）。インターナショナル版では、召喚獣をリーダーにすることや行動を指示することも可能。召喚技も自由に発動可能だが、ガンビットの設定は不可能。
召喚獣にはそれぞれ独自の召喚技が設定されている。基本的に使用制限時間に達することで発動するが、中には召喚者が石化中状態であるなど、特殊な条件下で発動するタイプもある。使用制限時間は2分（インターナショナル版では約4分）。召喚魔法の威力は、通常攻撃や魔法の威力、発動スパンや使い勝手を含めてみても劣勢である。召喚獣の名称（ベリアス・マティウスなど）は、『FFT』のボスだったものが多い。従来のシリーズに登場したラスボスと同じ名称の召喚獣も登場する。また、『FFTA』にて「神獣」として登場する召喚獣が本作においても召喚獣として登場するが、これは本作の召喚獣が先に設定され、その一部が『FFTA』へ流用されたためである。一方シヴァやリヴァイアサンなど、従来シリーズの召喚獣はアルケイディア帝国軍の戦艦の名称として登場する。
ストーリーを進める上で倒す必要はないが、各地に封印されている隠し召喚獣も存在する。
ゲームデザイン上、召喚ライセンス獲得に応じてラストボスの能力値が強化されていく。

#### 召喚獣一覧
すべて初登場時はボスキャラクターとして登場。倒すと仲間になり召喚が可能になる。
シナリオ進行上において必ず入手する召喚獣
ベリアス、マティウス、シュミハザ、ハシュマリム、ファムフリート
隠し召喚獣。入手は任意になる。
アドラメレク、ザルエラ、キュクレイン、エクスデス（『FFV』のラストボスと同名。）、ゼロムス（『FFIV』のラストボスと同名。）、カオス（『FFI』のラストボスと同名。）、アルテマ、ゾディアーク（『FFT』にも同名の召喚獣が登場する。）

### 金銭システム・交易品
本作では基本的に、モンスターを倒してもお金（ギル）が手に入らず（ただし、フィールドにいる、シーク族やバグナムス族、ウルタン･エンサ族などの亜人類は除く）、モンスターから手に入れた「おたから」を売却する事で資金が得られるシステムとなっている。売った「おたから」の内容、組み合わせ、個数によって「交易品」が増えていく。交易品は大まかな商品説明こそあるが、購入するまで詳しい内容や個数は判別できない（「ポーションパック」など推測しやすい物もある）。

### ミニゲーム
太陽石作り
ギーザ草原乾季の草原に点在する黒水晶から、太陽のエネルギーを採取するというミニゲーム。

銘酒ビュエルバ魂
都市ビュエルバの各所に置いてある（落ちている？）、「ビュエルバ魂」という酒を集める。売店で売ることもできるが、近くにいる市民に高額で売却できる。市民に売った場合はその場で酒を飲み、独自のリアクションをする。
ピリカのおつかい
空中都市ビュエルバの某所にいるピリカから腕章を預かり、某所にあるピリカの日記を取ってくる。ピリカとの約束を破って日記を覗くと、ある現象が発生する。

バーフォンハイム徒競走
港町バーフォンハイムのリッキーと話しかける事でかけっこの競争ができ、勝つことで難易度と貰える景品の価値が上がっていく。ルールは○と×のボタンを交互に連打。ボタンがそれぞれ左足、右足に対応しており、どちらかを若干多く入力するとその方向へ進むようになっている。
ネブラ河の釣り
東ダルマスカ砂漠の集落で条件を満たすとプレイできるミニゲーム。『FFIX』のミニゲームである「ちゃんばら」をアレンジした反射神経ゲームで、あるアイテム入手に必要な交易アイテムが手に入る。
隠し召喚獣
前述の隠し召喚獣8体を倒し召喚を可能にする。召喚獣によっては別のイベントをクリアする必要があることもある。
カトリーヌの進む道
王都ラバナスタのヴィエラ族カトリーヌに話しかけ、問いかけに対して答える。解答の組み合わせによってカトリーヌの進路が決まり、それに応じたアイテムを受け取ることかできる。
出会いを求めるヴィエラ
「であいたい者」に対して男性を探して紹介する。候補となるのは「愛をもとめる男」と「うぬぼれ屋さん」の二人で、どちらか一方のみ紹介できる。
渡し舟再開
モンスターによって停止していた渡し舟を再開させるイベント。前述の「ネブラ河の釣り」や後述の「砂漠の病人」に関連している。
砂漠の病人
東ダルマスカ砂漠の病人の治療のため、薬を集めるイベント。渡した薬の数によってお礼としてもらえるアイテムが変化する。
アースドラゴン退治
調査員リムザットに協力し、ボスモンスターであるアースドラゴンを倒すイベント。
ジュリーと帝国兵
道を塞いでいる帝国兵たちにチョコボで近づいて逃げさせるイベント。なお、このサブイベントは唯一一定の時期以降には行うことが不可能になる。
キャビンチーフ七姉妹
飛空艇のキャビンチーフをしている姉妹7人に話しかけ、求婚を諦めさせるというイベント。
コッカトリス大脱走
飼育されていたモンスターのコッカトリスを世界各地で見つけ、コッカトリス毎に一定の手順を行うことでギーザ草原へ帰らせる。
竜の研究家
竜について研究している人物にアイテムを渡して鍵を入手し、それを使ってボスモンスター「魔神竜」を倒すサブイベント。

### モブ討伐
討伐依頼を出されたモンスター「モブ」を倒すミニゲーム。モブの討伐依頼はシナリオの進行によって増えるほか、特定のモブを倒したりクランランクが上昇することによって増えていく。
クラン
モブを討伐する組織。プレイヤーは王都ラバナスタの「クラン セントリオ」に所属してモブを討伐する。セントリオ以外には空中都市ビュエルバの「ディアトリマ」、港町バーフォンハイムの「ブッカブー」などのクランが存在するが、プレイヤーが所属できるのはセントリオのみ。
街の掲示板やセントリオで討伐依頼を確認し、依頼人と契約を結ぶ事で、特定の地域に討伐対象のモブが出現する。依頼人と契約を結ばなければモブは出現せず、クランに所属していなければ依頼人と契約を結ぶ事はできない。モブを討伐すると依頼人から報酬として装備品やアイテム、ギルなどを入手できる。また、依頼人がモブの討伐依頼を出すに至る経緯によってはサブシナリオが進行し、探索可能なエリアが広がる事もある。
クランにはランクがあり、モブやモンスターを倒すことでクランポイントが貯まり、討伐モブ数とポイントでランクが上がっていく。
新人ジョヴィのヒーロー
ある場所の人物が依頼するモブを討伐すると、新人ジョヴィという落ち込んでいるキャラクターが元気を取り戻していく。
ハントループ
モブとは違った、モンスターの突然変異をレアモンスターといい、遭遇することをエンゲージと呼ぶ。
各地方でそれぞれ出現条件が違うレアモンスターを討伐し、手に入れたエンゲージアイテムをフォーン海岸のハントループ本部の売店へトレードする事で店の品数が増えていく。
基本的にレアモンスターの出現条件はノーヒントである。
クランレポート
モブリスト・ハントカタログの2種類がある。
モブリストは依頼状況や依頼人の居場所、討伐状況、経緯などが確認できる。
ハントカタログは、それまでに倒したモンスターの情報が確認できる。モンスターを倒した数が、それぞれ設定された値に達すると追加情報が載る。

## ストーリー

### あらすじ
イヴァリースと呼ばれる世界では、ダルマスカという国があり、その統治元の帝国アルケイディア、そしてアルケイディアの敵対国であるロザリアの戦争があった。ダルマスカ王国の王位継承者、アーシェ・バナルガン・ダルマスカは戦争の中で幾多の悲劇を目の当たりにし、さらにアルケイディアに夫を殺されたために帝国に対する復讐心を抱くことになる。そして「破魔石」を用いて復讐を果たそうと各地を探すことになるが、その道中で様々な人間と触れ合うことで、次第に母国を守り、戦争を止めたいという強い意志に変わっていく。やがて各国家（特にアルケイディア）内部の裏切りや政治情勢の乱れ、そしてアルケイディア帝位継承の座を巡った兄弟間の動きによって、戦争は次第に激しくなっていく。

### 構成
基本的に6人＋αのパーティーメンバー達は、破魔石を入手するため冒険をし、アーシェのダルマスカ復権・打倒帝国に協力する事がストーリーの骨子。だが、その6人のうちバッシュとアーシェ以外はさほど戦争の主軸に関わっていないため、アーシェの護衛だったり補助役のような役まわりで冒険についていく。ストーリーの中心的存在である従来のFF作品の主人公達と比べ、ヴァンは客観的な立場で関わっており、オンドール公の回顧録にも歴史の重要人物として触れられていない。また、本作の主人公であるヴァンが、憧れを抱く「空賊」のバルフレアやフランとの出会いによって成長していく様子も描かれている。

## 登場キャラクター
声については、日本版 / インターナショナル版で表記。

### 主要人物
プレイヤーが操作できるキャラクター達。ゲームデザイン上、ユニット性能は平坦な設計になっている。全員、右利き。
ヴァン（Vaan）
声 - 武田航平 / ボビー・エドナー
本作の主人公。男性。年齢は17歳。身長170cm。ダルマスカ王国出身。一人称は「オレ」。二人称は「お前・あんた」。
過去に流行り病や戦争などで家族を失い、現在はミゲロの元で世話になっている。明るく活発な性格により街の子供たちからはリーダーのように慕われ、将来は空賊になることを夢見ているが、故郷を占領している帝国に対してや、汚名を着せられたまま死んだ兄のレックスに対して何もできずにいる自分をもどかしく思っており、それを誤魔化すために「取り返す」という名目で帝国兵から盗みを働いていた。後に帝国から来た新執政官がいるダルマスカ王宮に「一泡吹かせる」という名目で王家の宝を盗みに忍び込んだことが切っ掛けで破魔石を巡る戦いに関わっていく。
幼馴染であるパンネロとは兄妹のように仲が良い。憧れの象徴である空賊のバルフレアからは「昔の自分に似ている」ことから弟分のような存在として、飛空艇の操作方法を教えられるなど気にかけられている。本来高貴な身分であり年上でもあるアーシェに「お前」呼ばわりをして怒られることもあるが、同じ「国と家族を帝国に奪われた」境遇ゆえに、帝国に復讐心を滾らせるアーシェを心配している。当初はバッシュを「兄の仇」と見て赫怒を見せていたが、バッシュの釈明を信じ、その人柄を見てきたことから次第に信用して打ち解けていった。兄の真の仇であるガブラスに対しては激しい怒りを見せている。
2007年2月よりプレイアーツよりバルフレアやアーシェ、ガブラスと共にフィギュアが発売された。
アーシェ・バナルガン・ダルマスカ（Ashe B'Nargin Dalmasca）
声 - 園崎未恵 / カリ・ウォールグレン
本作のヒロイン。年齢は19歳。女性。身長165cm。ダルマスカ王国出身。一人称は「私」。二人称は「あなた・お前」。ヴァン・バルフレアからは「アーシェ」、バッシュからは「（アーシェ）陛下」、パンネロからは「アーシェ様」と呼ばれている。
ミストナックでは、光の刃や帯を用いた技を披露する。ダルマスカ王国唯一の王位継承者。アルケイディアとの戦争で兄達を全て失い、さらにその後のアルケイディア侵攻により夫ラスラを失う。さらには降伏条約調印に際して父ラミナスが信頼していたバッシュに刺殺されるという悲劇を味わう。その後、アルケイディアの公式発表で自殺したとされ、自身の存在を抹消されてしまう。
祖国解放とアルケイディアへの復讐を誓い「アマリア」と名乗り、ラバナスタ解放軍の要として行動する。当初は仲間たちに対してきつく当たり、帝国への復讐心に取り付かれて破魔石に執着していたが、仲間たちやラーサーとの触れ合いが彼女を少しずつ変えていった。特にバルフレアに対しては、行動を共にするうちに淡い想いを抱いていくようになる。
発表時のゲーム内グラフィックとイメージグラフィックの顔デザインが似ていなかった為、開発中にゲーム内グラフィックのものへとデザインが統一された。
バルフレア（Balflear）
声 - 平田広明 / ギデオン・エメリー
年齢は22歳。男性。身長183cm。アルケイディア帝国出身。一人称は「オレ・俺」。二人称は「お前・あんた」。本名は「ファムラン・ミド・ブナンザ（Ffamran mied Bunansa）」。
ミストナックでは、津波や隕石を用いた技を披露する。近頃頭角を現してきた、最速の二つ名を持つ空賊。束縛されることを好しとせず、飛空艇シュトラールに乗って自由に世界を駆け巡る、「物語の主人公」を自称しているが、あくまで見栄である。普段はやる気のないそぶりだが、アルケイディアやドラクロア研究所に関することになると真剣な表情を見せる。
実はアルケイディア帝国の名門であるブナンザ家の出身で、ドクター・シドの三男である。シドによってジャッジにされ、その職務と父親とから逃げ出した過去を持つ。ヴァンに対しては「昔は自分もああだった」と影響を受けた事が説明されている。
最終決戦では墜落するバハムートを修理し、ラバナスタへの落下を阻止した。シュトラールをヴァンに託し、以後不明になるが、エンディング時に、ヴァンに預けられたシュトラールがなくなっており、ヴァン、アーシェにメモと指輪が送られたので、生存していると思われる。
フラン（Fran）
声 - 深見梨加 / ニコル・ファントル
年齢不詳（ヴィエラとしての年齢は50歳以上、外見は20代）。女性。身長187cm（耳含め215cm）。エルトの里出身のヴィエラ族。一人称は「私」。二人称は「あなた」。ミストナックでは、掌打や蹴り、冷気を用いた技を披露する。ヴァンの事を「坊や」と呼ぶ場合もある。
ヴィエラ族特有の抜群の優れた視覚と聴覚を持っており、10キロ先の獲物の姿を捉え、足音を聞き分ける能力を持っている。
バルフレアの良き相棒。空賊で、更にヒュムと行動を共にするという、ヴィエラ族としては珍しい存在である。しかし、そのために故郷にいる同族からは嫌われている。一族特有のミストへの敏感さに加え、魔法・武芸全般に通じ、機械にも強く、シュトラールの副操縦士も務める。寡黙で冷静沈着。
ヴィエラ族の族長ヨーテとは姉妹の関係で、里に入る資格を持たないフランとは、今も絆は途切れることなく続いている。バルフレアいわく女性を大事にする男を見分ける才能があるとのこと。次第にパンネロのよき姉貴分となる。
最終決戦では、墜落するバハムートをバルフレアと共に修復し、ラバナスタへの落下を阻止するのに一役買っていた。
バッシュ・フォン・ローゼンバーグ（Basch Fon Ronsenberg）
声 - 小山力也 / キース・ファーガソン
年齢は36歳。男性。身長180cm。ランディス共和国出身。額のかき傷が特徴。一人称は「私・俺」。二人称は「きみ・おまえ」。ミストナックでは、徒手空拳や無数の剣を召喚する技を披露する。
ダルマスカ王国の将軍で、その正義感や、誠実さから広く国民に慕われていた。ナルビナ攻防戦ではラスラ王子を守りきれずに戦死させてしまった。
表向きでは2年前のダルマスカ国王暗殺事件の首謀者として処刑されたと公表されていたが、実際はナルビナ城塞の地下独房に幽閉されている。国王の暗殺は無実の罪で、実際に暗殺したのは双子の弟であるジャッジ・ガブラスである。ヴァンたちの助けを借りて脱獄し、アーシェたちの解放軍に加わることになる。性格は生真面目で良識的。部下であったレックスの死やダルマスカ凋落の責任を感じている。解放軍と空賊という立場の違いから険悪な仲であったウォースラとヴァンたちの仲介役でもある。
仲間になったばかりの頃はヴァンから「兄の仇」として見られ、アーシェからは「反逆者」の疑惑を向けられていたが、その誠実さがやがて二人の誤解を解き仲間として見られるようになっていく。
当初はバッシュの前身となるキャラクターが主人公として企画が進行していた。
パンネロ（Penelo）
声 - 三国由奈（現：小澤真利奈） / キャサリン・テイバー
年齢は16歳。女性。身長160cm。ダルマスカ王国出身。ヴァンの幼馴染。一人称は「私」。二人称は「あなた・あんた（ヴァンに対して多い）」。ミストナックでは、踊りを初めとした不思議な技を披露する。最初に仲間になるが一時離脱し、最後のメンバーとして加入する。
2年前の戦争で家族全員を失うも、両親の商売仲間だったミゲロの手伝いをしながら前向きに暮らしている。危なっかしいことに首を突っ込み、犯罪にも手を染めているヴァンのことを常に心配している。わりとしっかり者で逞しい。
ダルマスカ騎士団に所属していた兄達に武術を教わり、ある程度戦闘もこなせる。設定では踊りが得意と発表されていたが、製品版にその描写はなくミストナックにその片鱗が僅かに見える（続編の『FFXIIRW』、作品世界を共有する『FFTA2』では踊り子の設定が使われている）。
エンディングでは後日談の語り部として登場。

### ダルマスカ王国・ダルマスカ軍
ラミナス・バナルガン・ダルマスカ（Raminas B'Nargin Dalmasca）
声 - 小山武宏 / 不明
66歳没 男性 ダルマスカ王国出身。
ダルマスカ王国の国王でアーシェの父。ダルマスカとアルケイディアとの戦争のさなか、無条件降伏を受け入れたが、暗殺される。
レックス（Reks）
声 - 田坂秀樹 / ユーリ・ローエンタール
18歳没 男性 ダルマスカ王国出身。
チュートリアルキャラクター。ヴァンの2つ年上の兄。一人称は「オレ」。二人称は「あなた・お前（ヴァンに対して多い）」。弟のヴァンからは「兄さん」と呼ばれ、慕われていた。戦闘に不慣れながらも剣を片手に、戦争から弟を守るため上司であるバッシュの部隊へ参戦。ダルマスカ国王暗殺を阻止すべくナルビナ城塞に向かい、帝国兵を単独で足止めするも王座にて国王の死体を発見。周囲には屍となった同胞たちが横たわっており、背後に気配を感じて振り返ったレックスは上司であるバッシュ（に変装した双子の弟ガブラス）に胸を刺されてしまった。重傷を負った彼が目にしたのは、ダルマスカ国王を「売国奴」と罵り、帝国兵に捕縛されるバッシュの姿であった。その後気を失いヴァンの名前を思い浮かべた。彼の視点で描かれたのはここまでである。
その後、薬や魔法で自白を強要されたせいでバッシュの国王暗殺を自白させられ、過酷な拷問の後遺症で廃人同然の身となり、1年後にこの世を去った。
ウォースラ・ヨーク・アズラス（Vossler York Azelas）
声 - てらそままさき / ノーラン・ノース
年齢は38歳 男性 ダルマスカ王国出身。
ダルマスカ王国の元将軍。和平調印式で国王が暗殺されたのを知り、アーシェを保護する。後に彼女と共にラバナスタ解放軍の一員として行動する。かつての友であるバッシュの事は信頼しているが、空賊であるバルフレアたちに対しては露骨な嫌悪感を抱いている。
祖国の窮乏と強大な帝国という現実を直視するあまり、帝国の庇護下でアーシェを即位させ傀儡君主として帝国との協調路線を図ることこそが現実的な選択と思うに至り、覇王レイスウォールの遺産にしてダルマスカ王位継承の証である破魔石「暁の断片」とアーシェの身柄を帝国の高官ジャッジ・ギースに売り渡す。
しかし、ヴェインを出し抜こうと謀るジャッジ・ギースが破魔石の実験を強行したことで封じられていたミストが暴走。その混乱に乗じて脱出を図ろうとしたバッシュらと剣を交えるも敗北。道を違えてしまったバッシュと最後の言葉を交わし、暴走事故で消滅したリヴァイアサン艦隊と運命を共にした。
ラスラ・ヘイオス・ナブラディア（Rasler Heios Nabradia）
声 - 加瀬康之 / アンドリュー・フィルポット
18歳没 男性 ナブラディア王国出身。
ナブラディア王国の第二王子にして、アーシェの夫。結婚式典を執り行った数日後にアルケイディアの侵攻を受け、祖国ナブディスが消滅する。父と一族の無念を晴らすべくバッシュと共にナルビア城塞に赴いたが、アルケイディア軍との戦いで劣勢に立たされて頼みの綱である魔法障壁が失われてもなお徹底抗戦を見せるも、敵の放った矢によって致命傷を負い、戦死する。
亡霊のような姿でアーシェの前に姿を現し、彼女を導く。しかしそれは彼の姿を模したオキューリアであり、アーシェたちを操るために化けていた。

### 解放軍
ハルム・オンドール4世（Halim Ondore IV）
声 - 野島昭生 / トム・ケイン
年齢は61歳 男性 空中都市ビュエルバ出身。オンドール侯爵。イヴァリースにおける戦争について綴った回顧録の著者。物語の語り部。
ガルテア連邦から続く名門、オンドール家の当主で、空中都市ビュエルバの支配者。側近（声 - 山口健）がいる。2年前の国王暗殺の件で、アルケイディア拠りの発表をし、帝国に服従を示したが、裏では解放軍への資金援助を行い、表向きはガイドとして雇われた工作員たちの活動により情報収集にあたっていた。
生還したダルマスカの将軍バッシュと会見し、自らの過ちを認める一方でバッシュらを帝国に引き渡す。ハルムの真意を汲んだバッシュの手でアーシェが救出されるや、アーシェを庇護し事態を静観するよう説得。しかし、焦るアーシェは誘拐という触れ込みでバルフレアらと共に侯爵の手を離れ、王家の証である『暁の断片』を求め旅立つ。
リヴァイアサン艦隊の消滅によるアルケイディア帝国の混乱と、ダルマスカ解放を建前にアルケイディアとの直接対決を図るロザリア帝国の出兵に呼応して挙兵。自ら歴史の表舞台に躍り出る。
レダス（Reddas）
声 - 菅生隆之 / フィル・ラマール
年齢は33歳 男性 出身地不明。
本名は「フォーリス・ゼクト（Foris Zecht）」。バーフォンハイムを取り仕切る空賊。二刀を操る豪腕剣士であり、ドラクロア研究所に潜入した際にヴァン達と意気投合する。実は、元アルケイディア軍のジャッジマスターであり「ジャッジ・ゼクト」と呼ばれていた。「夜光の砕片」によるナブラディア崩壊に関わってしまい、罪悪感からジャッジの名を捨てた。破魔石の破壊を模索する。
ストーリー終盤にて一時的にパーティへと加入。事故とは言えナブディスを滅ぼしてしまったことを悔い、償いの意味を込めて大灯台最上階にて破魔石の源となる天陽の繭を破壊し、満足気な表情を浮かべ繭と運命を共にした。
ガンビットの設計に癖があり、敵を手当たりしだい攻撃してしまう独走型ユニット（インターナショナル版では、ガンビットの設計が可能になっているためこれを防ぐ事が出来る。また、魔法や技も使えるようになっている）。

### アルケイディア帝国・ジャッジマスター
ヴェイン・カルダス・ソリドール（Vayne Carudas Solidor）
声 - 飛田展男 / イライジャ・アレクサンダー
年齢は27歳 男性 アルケイディア帝国出身。一人称は「私」。二人称は「君」。
本作の最終ボス。グラミス皇帝の三男であり、現在の帝位継承権第1位。頭が切れ、人身掌握術に長けており、更に軍事に関しては驚異的手腕をもち「戦争の天才」と称される。かつて帝国軍を率いてナブラディア、ダルマスカを攻略し、その2年後に陥落させたダルマスカの執政官へ就任。巧みな演説でアルケイディアへの反感を募らせるダルマスカの民を懐柔する。しかしその一方で、シドと共に破魔石の研究に勤しみ、その絶大な力をもってナブディスを壊滅させた。また、グラミスの命令であったとはいえ二人の兄の非を咎め、排斥の先頭に立ち死に追いやった非情で冷徹な過去を持つ。
「全ての敵を倒せば平和が訪れる」「ソリドール家のために」「清廉潔白な弟のために自ら手を汚す」「神々から人の手に歴史を取り戻す」など作中で彼を突き動かす信念が見え隠れしている。
帝国臣民に絶大な人気を誇り軍からの信頼も厚い一方で、グラミス派の将校からはナブディスの壊滅とかつての腹心ジャッジ・ゼクトの失踪を咎められていた。病ゆえに穏健な判断を行うようになった父グラミス皇帝からもヴェインの非道は疎まれるようになっていった。しかし、ヴェインは、自分の行いを正そうとはしなかった。
突出した才能を持つヴェインは、元老院たちから排斥の対象とされていき、ヴェインに変わってラーサーを後釜にしようという動きが強くなっていく。そしてジャッジ・ギースの独断行動による第8艦隊壊滅の責任を追及され、窮地に追い込まれた彼は逆転の一手として、既に余命幾許もなかった父グラミスを服毒自殺させる（グラミスも『ソリドール家のために』という大義名分を受け入れ、自ら毒を飲んだ）。それを元老院による暗殺だと糾弾し、権力を一元掌握する（その際グラミス暗殺はヴェインの仕業だと訴えたジャッジ・ドレイスをガブラスに処刑命令を下し、実行させた〈ガブラスもドレイスと同じく反旗を翻す可能性があったため、そうならないか試す意味もあった〉）。
物語の終盤、年齢や立場を超えた親友であったシドが死亡。しかし彼の働きで切り札である空中要塞バハムートは起動に成功する。そして未だにアルケイディア帝国に歯向かう解放軍への見せしめとして、旧ダルマスカ王都ラバナスタの上空で投降した解放軍の一部（実際は、解放軍に義勇部隊として加わっていたロザリア帝国軍）の粛清を実行に移した。これ幸いと、ヴェインの進行を戦争のきっかけにするべく現れたロザリア軍、そしてロザリアを援護するためにはせ参じたオンドール4世率いる解放軍主力と王都ラバナスタ近郊の上空にて、レジスタンス・ロザリアの連合軍と空中戦を展開。バハムートの圧倒的な力と、ジャッジ・ザルガバースが操る巨大空母アレクサンダーで戦局を有利に進める。しかし、そこへ決死の覚悟で特攻してきたヴァンたちにバハムートへの侵入を許してしまう。
ヴァンたちに追い詰められたヴェインはシドの残した人造破魔石を使って醜い巨人ヴェイン・ノウスへと変身。しかし、反旗を翻したガブラスの一撃により胸を貫かれ、更にヴァンの特攻によって再び貫かれて致命傷を負った。皮肉にも彼を二度刺した剣は、ヴァンの兄レックスの仇と言えるガブラスのものであった。
自身の最後が近いことを悟り、バハムートの甲板へ撤退する。そこへ追撃してきたヴァンたちに対し、ヴェーネスはヴェインと融合することで力を与え、肉体から異常なミストが溢れ出る「不滅なるもの」へと変貌させる。その力によってバハムートの一部を自身を守る鎧へと変えた。
ヴェーネスの力を得てヴァンたちと最後の一戦を繰り広げるが、激戦の最中、ついに肉体の限界を迎えたヴェインはミストの制御ができなくなり暴走を引き起こしてしまう。敗北した彼の体組織は崩壊し、苦痛による絶叫を上げながら「不滅なるもの」という名前とは裏腹の、跡形もなくこの世から消滅する最期を迎えた。
戦闘では徒手空拳での戦いを得意とし、ミストナックでは演舞のような動きでの攻撃を披露する。また、変身後は人造破魔石やヴェーネスの力を使った強力なミストナックを使用。
特にヴェーネスと融合した後は、要塞バハムートの一部を自らの鎧や翼にすることで超高度の飛行能力を得ただけではなく、要塞の一部を剣のように集積してミストともに放つ「ギガフレアソード」や、頭部にドラゴンの口を模して作られた部分から放つ広範囲の焦熱光線「テラフレア」を使用するようになる。いずれも通常のミストナックとは演出が派手なものとなっている。
ヴェイン・ノウス（Vayne Notus）
人造破魔石を取り込むことで変異したヴェインの姿。血管が浮き出た巨人となり、セフィラと呼ばれる数本の剣を縦横無尽に操り攻撃に用いる。
不滅なるもの（The Undying）
ヴェーネスとヴェインが一つになった最終形態。要塞バハムートの装甲を身にまとうことで武装へと変え、ヴァンたちと最後の戦いを繰り広げた。
シドルファス・デム・ブナンザ（Cidolfus Demen Bunansa）
声 - 大塚周夫 / ジョン・ラフター・リー
年齢は58歳 男性 アルケイディア帝国出身。
アルケイディア帝国の秘密機関、ドラクロア研究所の所長。通称「ドクター・シド」。バルフレアの父親。アルケイディア帝国の名門であるブナンザ家の当主で機工士の中で最高の称号の「エトーリア」をもつ。
6年前にヤクト・ディフォールのギルヴェガンにてオキューリアの“異端”ヴェーネスと邂逅、そのことによってオキューリアの介在しない人間の手になる歴史を作ろうと三男のファムラン（バルフレア）に人間の英雄の夢を託そうとしたが、彼にそむかれて今度は皇帝の三男ヴェインと意気投合し世代を超えた親友となり彼に夢を託すこととなった。自分の元から去った息子と二度にわたる攻防を繰り広げ、敗北。
敵では召喚魔法を使用できる唯一の人間。
ラーサー・ファルナス・ソリドール（Larsa Ferrinas Solidor）
声 - 今井由香 / ジョニー・マキューン
年齢は12歳 男性 アルケイディア帝国出身。一人称は「僕」。
グラミス皇帝の四男で王位第二継承者、ヴェインに次ぐ次期皇帝候補。過去、ふとしたことで手にした破魔石をお守りとして持ち歩いている。
幼少より帝王学を学び、わずか12歳だが政治・軍事に通ずる利発な少年。純粋で心優しく人懐っこい性格からか周囲の者から慕われている。咄嗟の機転でパンネロの窮地を救い、帝国を仇と狙うアーシェやヴァンに対しても友好的に振る舞うことで信頼を勝ち得た。次期皇帝の座を巡るライバルにあたるヴェインも弟である彼のことは特別気にかけている。元老院は意のままとなる幼帝を望み、ラーサーを次期皇帝に推している。そして、元老院とは異なる意図からグラミス皇帝もラーサー擁立に前向きになっている。
そうした帝国本国の思惑とは無関係に、強大な破壊力を有する破魔石の存在とアルケイディア-ロザリア両帝国の衝突による大戦の勃発を密かに憂いており、和平工作の為にブルオミシェイスに赴くため、旧知のアーシェらに協力を求める。
半ば無条件でヴェインを信頼しており、彼の非道な行いは知らされていなかった模様。しかし、次第にヴェインという人間がどういうのなのか理解していき、バハムートの司令室でヴェインについに反旗を翻した。その際、ヴェインからは「頼もしいな」といわれている。
「お守り」としてパンネロに渡した人造破魔石の力を見て、その力を疎んでいたラーサーだったが、ヴェインの攻撃からガブラスとバッシュを救うために使用した。
兄ヴェインが倒れた後は、ダルマスカと和平を結んだ。死亡したガブラスの後釜としてバッシュをつれ、ラーサーはソリドール家最後の生き残りとしての使命を全うしていくのだった。
パーティーにもゲスト加入し（1回目は偽名である「ラモン」と偽る）、帝国の財政故かポーション系アイテムを無限に使用してくれる優秀な回復役だが、インターナショナル版ではラーサー専用ポーションが廃止され実質弱体化した。しかしその分、使える魔法や技が増えている。加入するたびにレベルが上がっている。
グラミス・ガンナ・ソリドール（Gramis Gana Solidor）
声 - 柴田秀勝 / ロジャー・L・ジャクソン
年齢は63歳 男性 アルケイディア帝国出身。
アルケイディア帝国第11代皇帝。ソリドール家の皇帝としては4代目となる。31歳で即位し、拡大化政策を採り続けるが、老いと病魔に冒されることで穏健派へと転向。自分の命令であったとはいえ兄たちを排斥し、野心を露わにするようになったヴェインの暴虐を疎むようになる。しかし「全てはソリドール家のために」という理念はヴェインと同じであり、最後は失脚寸前に追い込まれたヴェインの提案で、元老院に暗殺の濡れ衣を着せる為に、自ら服毒自殺する。

ジャッジ・ガブラス（Judge Gabranth）
声 - 大塚明夫 / マイケル・E・ロジャース
年齢は36歳 男性 ランディス共和国出身。一人称は「私・俺」など。
アルケイディア帝国のジャッジマスター。第9局を治める。敵国の撹乱のための情報操作、情報収集を主に担当している。ヴァンの兄レックスを刺した張本人であり、アーシェの父ラミナスを殺害した仇である。
劇中で何度か登場するが戦うのは大灯台最上階と空中要塞バハムートの二回。ジャッジマスターの中では最後に戦う相手となる。
「ガブラス」は母親の姓であり、本名は「ノア・フォン・ローゼンバーグ（Noah Fon Ronsenberg）」。バッシュの双子の弟であるが、他国の将軍となった彼に対して強い憎悪を抱いており、ダルマスカの国王を殺してその罪を彼に着せた。グラミス派であり、帝国の希望としてラーサーの思想に共感しており、グラミス皇帝からの信頼も厚い。ゼクト失踪後はヴェインの腹心の座に収まるが、実態は皇帝から送り込まれた監視役である。
ヴェインの非道に加担しているものの内心では罪悪感を覚えており、ブルオミシェイスを襲撃した際は「いつか罰が下るだろう」と独白している。逆に実の兄に「国王殺し」の容疑を着せた時は見下した態度を見せている。ただしこれは、祖国を思うあまり帝国の飼い犬となった自分とは違い、新たな君主に仕える道を見出した兄に嫉妬していたことが理由。
ラーサーを護るという任を預かっていたが、大灯台最上階にてヴァンたちに撃退されたことでシドからその護衛役を剥奪される。これにより心のよりどころを失ってしまう。半ば自暴自棄でバハムートにてバッシュたちに最後の戦いを挑む（この際、バッシュをPTに入れていると専用の演出が発生する）。死闘の末に敗れ、バッシュとの会話で自分自身の道を見出した。
最終決戦にて人造破魔石で怪物と化したヴェインに刃を向け、本当の意味でラーサーを守ろうと決起。命をかけた特攻でヴェインに手傷を負わせるも、自身も重傷を負ってしまう。バハムート脱出後にバッシュと和解し、ラーサーと帝国の未来を託した後に「兄さん」と呼び、絶命した。
後に「ジャッジ・ガブラス」の座はバッシュに引き継がれた。
『ディシディア ファイナルファンタジー』に『FFXII』代表としてカオス陣営で参戦。なお登場が明らかになったのは『ディシディア』発売3日前の『ゲームセンターCX』の年末特番で流れたPV。
ジャッジ・ザルガバース（Judge Zargabaath）
声 - 大友龍三郎 / サイモン・テンプルマン
年齢は39歳 男性 アルケイディア帝国出身。
アルケイディア帝国ジャッジマスター。第10局を治める。己の使命に忠実なる寡黙かつ、滅私奉公を信条とする。巨大空母アレキサンダーを操る。登場したジャッジ・マスターの中で彼だけが唯一戦わず、生き残る形となった。ヴェインが倒れ、制御を失ったバハムートがラバナスタに落下するのを止めようとアレキサンダーでの特攻を敢行しようとした。
ジャッジ・ギース（Judge Ghis）
声 - 大林隆介 / マーク・ウィング・デイビー
年齢は41歳 男性 アルケイディア帝国出身。
アルケイディア帝国のジャッジマスター。2年前に行方不明になったジャッジ・ゼクトに代わり、第13局を治める。戦艦リヴァイアサンの指揮官で、帝国軍最強と言われる第8艦隊を率いている。ヴェインの特命を受け破魔石の奪取にリヴァイアサン艦隊を動かす。オンドール侯から引き渡されたヴァンからダルマスカ王家の証である破魔石「黄昏の破片」を奪い取る。身柄を拘束していたバッシュやアーシェらにはまんまと逃げられるも、解放軍のウォースラを懐柔。「暁の断片」探索を密かに監視し、ウォースラの協力で奪い取ることに成功する。だが、強大な破壊力を有する破魔石の力を自らのものにしようと画策。実験を強行したことにより破魔石が暴走し、ミストの暴走がもたらした破壊に巻き込まれて艦隊と共に消滅した。
ジャッジ・ベルガ（Judge Bergan）
声 - 秋元羊介 / ゲイリー・マーティン
年齢は33歳 男性 アルケイディア帝国出身。
アルケイディア帝国ジャッジマスター。第2局を治める。武力行使や他国の侵攻を主な任務としている。「力こそが正義」を信条とする武力主義者で、ヴェインに深く心酔する。人造破魔石の力を自らの肉体に取り込み、常人を超えた身体能力を手にした。その実験としてブルオミシェイスを襲撃し、大僧正を殺害。駆けつけたヴァンたちによって倒された。
ジャッジ・ドレイス（Judge Drace）
声 - 沢海陽子 / ジュリア・フレッチャー
年齢は33歳 女性 アルケイディア帝国出身。
アルケイディア帝国ジャッジマスター。第4局を治める女性。グラミス派であり、ガブラス同様に皇帝の意思で動く。ヴェインの行いに反感を抱いており、彼が皇帝であるグラミスを元老院の仕業に見せかけて殺したのを咎めたが、その行為が仇となってガブラスに処刑されてしまうこととなった。
ジャッジ・ゼクト（Judge Zecht）
年齢は33歳 男性 出身地不明。
アルケイディア帝国ジャッジマスター。第13局を治めた（現在はギースが引き継いでいる）。2年前、アルケイディアがナブラディアに侵攻した折に帝国軍の指揮を取っており、ドクター・シドの命令で破魔石を使用し、ナブディスを消滅させ、自身も消息を絶つ。ナブディスを消滅させてしまったことを後悔しており、その後、レダスと名乗って空賊となる。
元老院
声 - 糸博、仲木隆司 / 不明
現最高責任者はグレゴロス議長。
アルケイディア帝国の特権階級「政民」の中でも名門出の者達が集まった議会。帝国が共和国だった時代から存在する組織。国政に直接携わりはしないが、皇帝の決定を審査・承認・退位する権限を持つため、政治において強大な発言権を持っている。軍を掌握するヴェインが玉座に就くことで自分たちの権力が揺らぐことを恐れ、ヴェイン排斥を画策する。だが先手を打たれてしまい、グラミス皇帝暗殺の汚名を着せられ、グレゴロスは自殺し、ほとんどが牢獄送りとなってしまった。

### ロザリア帝国
アルシド・マルガラス（Al-Cid Margrace）
声 - 若本規夫 / デイビッド・ラズナー
年齢は27歳 男性 ロザリア帝国出身。
ロザリアを支配するマルガラス家の一人。軍を動かす力は無いが諜報員達を総括しており、情報力は高い。アルケイディアとの戦争は祖国と一族の利益にはならないという判断から戦争回避の手段を模索する。プレイボーイで常に美人秘書を従わせている。

### 街の人たち
ミゲロ（Migelo）
声 - 斎藤志郎 / ジョン・ディマジオ
ヒュム換算で年齢は40-50歳 男性 ダルマスカ王国出身。ヴァンやパンネロからは「ミゲロさん」と「さん」付けで呼ばれている。
貿易で成功したバンガ族の有力商人。ダルマスカの顔役として人々から信頼を置かれる。温厚な性格だが世情に通じており清濁併せのむ懐の深い人物で帝国軍部にも顔がきき、出入り業者として色々な品を取引している。一方で、戦災孤児となったヴァンやパンネロを引取り、大事に育ててきた。孤児たちに仕事を斡旋して生活の面倒をみている。
カイツ（Kytes）
声 - 石村知子 / コナー・デミータ
年齢は9歳 男性 ダルマスカ王国出身。
ラバナスタのダウンタウンで暮らす戦災孤児の少年。元気でヴァンを兄、パンネロを姉のように慕っている。
モンブラン（Montblanc）
年齢不詳 男性 出身地不明。
セントリオクランのリーダーを務めるモーグリ。ある強大なモブを倒す目的の為にクランをラバナスタに立ち上げたが、相当熟練したメンバーにしか事情を話さない。入団希望者に自ら厳しい面接をするものの、決断は早い。六人兄弟の長男で、ノノ、ソルベ、ホルン、ハーディ、ガーディという弟妹がいる。
『FFTA』に登場する同名の人物との関係は不明。
マッケンロー（Ma'kenroh）
年齢不詳 男性 出身地不明。
セントリオの知恵袋であるン・モゥ族。戦うことは出来ないが、モブの情報を教えてくれる。モンブランの古馴染み。モンブラン同様に『FFTA』に同名のキャラクターが登場する。
モーニ（Monid）
年齢不詳 男性 出身地不明。
セントリオのハンターであるバンガ族。ぶっきらぼうで冷徹にも見えるが仲間思い。モンブランから最も信頼されるハンターの一人で、他のハンターに冷たくされても彼を信じぬく。
クラン本部内では少年と一緒におり、モーニの親友であった少年の両親を殺害した魔物・トリックスターを探している。
その後、モンブランの指示で「ハンター狩り」の調査を一人で行っていた。だが、「ハンター狩り」の正体がバンガ族（バッカモナン達）と判明すると他のメンバーから疑われていたが、モーニは全く気付いていなかった。
モンブラン同様に『FFTA』に同名のキャラクターが登場する。
カロリーヌ（Krjn）
年齢不詳 女性 エルトの里出身。
セントリオのハンターであるヴィエラ族。カトリーヌの姉。セントリオ最強のハンターと言われ、弓術が得意。己の力を試したくてラバナスタを訪れ、セントリオのメンバーとなった。
モンブラン同様に『FFTA』に同名のキャラクターが登場する。
バンサト（Bansat）
年齢不詳 男性 出身地不明。
セントリオのハンターであるシーク族。自称「セントリオのスーパーアイドルハンター」。面倒見がよく、のんびりした性格。モブ討伐に励むヴァンを見て、彼の手助けをする。
カトリーヌ（Ktjn）
年齢不詳 女性 エルトの里出身。カロリーヌの妹。
ラバナスタに訪れたが、自身の進路に悩んでいたところにヴァンと出会い、彼との会話次第で彼女の進路が大きく変化する。
ダラン爺（Old Dalan）
声 - 小山武宏 / ドワイト・シュルツ
年齢は推定70歳以上 男性 ダルマスカ王国出身。
子供たちから「ダラン爺」と呼び慕われる一風変わった老人。ダウンタウンの一角に住み知恵者として様々な助言を与える。ラバナスタ以外の情勢にも詳しく、外国の者にも顔が利いたりと、その経歴や正体に謎が多い。解放軍とも繋がっている。
バッガモナン（Ba'Gamnan）
声 - 石井康嗣 / スティーヴン・ブルーム
年齢不詳 男性 アルケイディア帝国出身。
バンガ族の悪名高い賞金稼ぎ。高額の賞金首を標的にする。非常に柄が悪く貪欲で手段を選ばないことで知られている。バルフレアを眼の敵にして執拗につけ狙う。
物語中盤ではパンネロを拉致してバルフレアを誘き出す餌にしようとした。狙い通り現れたバルフレアたちを追うも逃げられる（ここで撃破した場合「いつか二つにしてやる」と捨て台詞を吐いて逃走する）。作戦は失敗したため用済みとなったパンネロは解放した。
その後はストーリーには絡んで来ず、姿を消したバルフレアを探すついでにセントリオのハンターたちを狩る「ハンター狩り」をしていた（モブ討伐に来たハンターを狩っていればその内バルフレアに当たると見ていた）。終盤で受けられるモブ討伐「ベリト」を倒しに向かうと砂漠で遭遇して決着を付けることとなる。戦闘の際はバルフレアから「そんなに退屈なら砂浴びでもして来いよ。トカゲにはお似合いのリゾートだ」と軽口を叩かれ激昂するも敗北。バランスを崩した際に流砂に落下し、そこで待ち構えていたモンスターたちに「狩られる」という末路を辿った（ただし、派生作品であるFF12RWでは生存している）。
実はベリト討伐自体、バッガモナンたちを誘き出すためのオトリ依頼だった（ベリトというモブ自体が存在しない）。
ギジュー（Gijuk）、リノ（Rinok）、プワジ（Bwaji）
声 - 茶風林 / 不明（ギジュー）、氷青 / 不明（リノ）、桐井大介 / 不明（プワジ）
バッガモナンの手下三人で、バッガモナンを尊敬している。彼に加担して「ハンター狩り」をしていたが、ヴァンたちとの戦いで敗北する。
ダグザ（Daguza）
声 - 巻島直樹 / 不明
年齢不詳 男性 アルケイディア帝国出身。
ナルビナ城塞地下牢の横暴シーク。部下達と共に、囚人に対して非道の限りを尽くしている。
覇王レイスウォール（Raithwall）
年齢不詳 男性 出身地不明（バレンディア大陸のどこか）。
バレンディア大陸の貴族。七百十数年前、イヴァリース統一に向けて遠征を開始、神々から授かったとされる剣と破魔石を手に、混乱の渦中にあったイヴァリース全土をたった十数年で平定した。前バレンディア暦元年、ガルテア連邦を興し、同暦44年に死去する。
最長老ウバル＝カ（Chieftain Uball-Ka）
声 - 坂口芳貞 / 不明
年齢不詳（ヒュム換算で70-80歳） 男性 ガリフの地ジャハラ出身。
ガリフの里のひとつ、ジャハラの集落を束ねる老人。魔石について深い知識を持つ。
戦士長スピネル（War-Chief Suppinelu）
年齢は45歳（ヒュム換算で29歳） 男性 ガリフの地ジャハラ出身。
ガリフの里のひとつ、ジャハラの集落に住む戦士たちのリーダー。オズモーネ平原で修行中にヴァンたちと出会い、彼らが里に入れるように便宜を図ってくれる。過去に自身のミスで先代戦士長である兄が再起不能の怪我を負ってしまい、自責の念に駆られているため、兄の仇である魔物カトブレパスを狙っている。
ヨーテ（Jote）
声 - 榊原良子 / 不明
年齢はヒュム換算で30代なかば 女性 エルトの里出身。
数多くあるヴィエラの隠里の中でも排他的なエルトの里の族長で、フランとミュリンの姉。ヴィエラの掟を絶対とし、掟を破るものには厳しい罰を与える。
ミュリン（Mjrn）
声 - ゆかな / 不明
年齢はヒュム換算で10代後半-20代なかば 女性 エルトの里出身。
エルトの里に住むフランとヨーテの妹。不安定だが高い潜在能力をもつ。若いせいか好奇心旺盛で、他の種族との接触に興味を持つ。
大僧正アナスタシス（Gran Kiltias Anastasis）
声 - 大木民夫 / ドワイト・シュルツ
年齢はFFキャラとして最高記録で184歳（ヒュム換算で120-130歳） 男性 神都ブルオミシェイス出身。
キルティア教の頂点に立つ聖人。長身かつ長命なヘルガス族。覇王レイスウォールに王家の審判を託された大僧正の現職でダルマスカ、ナブラディアの王国の王位継承を承認する立場にある。発言力は各地に強い影響を持つ。夢を通じ全てを見通すために「夢見の賢者」の異名をもつ。ミリアム遺跡に眠る覇王の剣の所在をベルガに問われたが拒否。その後ベルガが暴走し、殺害される。
ギルガメッシュ（Gilgamesh）
声 - 郷里大輔 / ジョン・ディマジオ
年齢不詳 男性 出身地不明。
お尋ね者のリスキーモブ。最強の剣を集める事を趣味としており、FF7のクラウドのバスターソード（偽）、FF8のスコールのガンブレード（リボルバーにチョコボの印）、FF9のジタンとガーネットのダガー（刀身が長い）、FF10のティーダのフラタニティ（切っ先が前後に曲がっている）、召喚獣オーディンの斬鉄剣、本作品最強クラスの両手剣トウルヌソル、更にはドラゴンクエストの伝説の勇者の剣（ロトの剣：本人曰く伝説の剣）。歴代のスクウェア・エニックス作品に登場する主人公たちの持つ剣の偽物を多数所有する。「イヴァリース一のツワモノ」を自称する。

### 不滅なる神＝オキューリア
オキューリア族（The Occuria）とは、人類が栄える前の古代から伝えられる「神の時代」と呼ばれる文明を築き上げてきた種族で、自他ともに「神」と称してきた存在。召喚獣を創造したのもこの種族である。その力は自ら発明した破魔石によるもので、この破魔石を利用して全生物を支配してきたが、ある時から忽然と姿を消し、「神の代行者」として契約し破魔石を与えた人物に主導させることで、これまでのイヴァリースを裏から操ってきた。
ゲルン王（Gerun King）
声 - 巴菁子
古代都市ギルヴェガンに存在するオキューリアの王。
ヴェーネス（Venas）
声 - 津野田なるみ
オキューリアの一人だが、オキューリアが導く歴史を快く思わない異端者。本作の黒幕の一人。「歴史を人間の手に取り戻す」という思想を持つシドに破魔石のノウハウを提供した。
最後はヴァンたちに敗れたヴェインと融合し、ラスボス「不滅なるもの」となる。

### その他のキャラクター
フィロ（Filo）
ラバナスタ・ダウンタウンにいる少女。
トマジ（Tomaj）
声 - 徳本恭敏
王都ラバナスタの酒場「砂海亭」で働いている男性。グランセントリオの勧誘員でヴァンにライセンス、モブの説明をした。
ハバーロ（Havharo）
声 - 武虎
空中都市ビュエルバの酒場にいる男性。解放軍の情報源。
情報屋ジュール（Jules）
アルケイディス旧市街を拠点としている情報屋。バルフレアの古い知り合い。
司祭
声 - 石塚運昇
ダルマスカ王国の司祭。

### モンスター
帝国兵、上級帝国兵、兵器
冒険の中でアルケイディアと関わりのあるダンジョンに出現する。帝国兵は主に剣士、銃士、重兵士、魔道士、突撃兵。また、帝国兵の側に軍用犬がいることがある。上級帝国兵は主にジャッジ、ガンナー、操獣士。兵器は主に小型飛空艇レモラ、ルーク、ルークスピナー、ルークスヒィア、ルークメットがあり、ドクター・シドによって開発された。小型飛空艇レモラについては飛空艇を参照。
サボテン
東西ダルマスカ砂漠に出現するサボテンのモンスター。「タイニーサボテン」や「花サボテン（モブ）」というものも存在する。
ミミック
バルハイム地下道等に出現するモンスター。トレジャーに化けてHPを吸収する個体とバッテリーゲージを減らす個体が存在している。別種もいる。
チョコボ
移動手段とされている乗り物。茶、黒、赤、緑、白色のチョコボがモンスターとされている。
コッカトリス
東西ダルマスカ砂漠に出現し、ギーザ草原の遊牧民の集落で飼育されているモンスター。会話するには愛の羽根が必要。別種もいる。
ウルタンエンサ族
砂魚のモンスター・エンサに乗り、同族内で縄張り争いを続けるヤクト・エンサに出現する亜人種。女王を頂点とした部族社会を形成している。ある条件を満たすと別個体で同名のレアモンスターが出現する。
ウルタンイーター
大砂海ナム・エンサに出現するモンスター。ウンタンエンサ族の天敵。討伐するには、大砂海のモーグリに話しかけなければならない。
ガルーダ
レイスウォール王墓を護る守護獣。飛行タイプ。パラミア大峡谷にはガルーダ・エギが出現する。過去の作品にも同名のモンスターが登場している。
アースドラゴン
西ダルマスカ砂漠に出現するモンスター。出現するエリアには砂嵐が起こっていて進入できないので、ある道具が必要。FF6に同名のモンスターがいる。
ボムキング
サリカ樹林に出現するモンスター。討伐後、ナブラディア地方への道が開かれる。過去の作品にも同名のモンスターが登場している。
マンドラゴラ
フォーン海岸に出現するモンスター。「ランペイジャー」というレアモンスターもいる。「アルラウネ」「マッドオニオン」「パンプキンヘッド」「キラートマト」という別種も存在する他、ソーヘン地下宮殿にそれらの強化形態とも言える「マンドラーズ(マンドラプリンス、キングアルラウネ、オニオンクイーン、パンプキンスター、トマトキャプテン)」という5体組がボスとして登場する。なお、キラートマト種に最初の討伐モブはぐれトマトがいる。
精霊、エレメント
特定の天候で出現するモンスター。強力な魔法を多用するため、他のモンスターと比べものにならないほどの強さを誇る。精霊の方がエレメントより強い。
ミリアムガード、ミリアムフェイス
ミリアム遺跡に眠り、覇王の遺産を守る為に創られた守護像。プレイヤーが近づくと突如動きだし、攻撃してくる。ミリアムガードは巨大な石像で、ミリアムフェイスは巨大な顔の石像である。マティウス討伐後、動かなくなる。
クリスタルバグ
セーブクリスタルに化けたモンスター。討伐後、本物のセーブクリスタルが出現する。
アルケオエイビス
ゼルテニアン洞窟に出現するモンスター。無印版ではそれほど強くはないがインターナショナル版では大幅に強化されており、特にレベルのバラつきが激しい。別種もいる。
バクナムス族
死都ナブディス等に出現する亜人種。出現するまで透明になっていることが多い。死都ナブディスの隠し部屋にはバクナムス商人がいる。
闇神一味
リドルアナ大灯台地下層に出現する一味。討伐には、特定のモブを受けなければならない。リーダーは闇神で、しもべにパンデモニウム、シャーリート、フェンリル、フェニックスがいる。
デスゲイズ
モブに登録されているモンスター。依頼後、飛空艇に乗り続けるとランダムに出現する。過去の作品にも同名のモンスターが登場している。
オメガmk.XII
クリスタル・グランデに出現するモンスター。HPが1000万ほどあり、高い攻撃力を持つ。
魔神竜
ソーヘン地下宮殿に出現するモンスター。戦うには特定の行動と道具が必要。HPが約900万ほどある。過去の作品に同名のモンスターが登場している。
ヤズマット
イヴァリース史上最強のモブ。HPが5000万と型破りなステータスを持つ。

## 世界設定

### イヴァリース
『FFXII』はイヴァリース（Ivalice）という地域を舞台としてストーリーが進んでいく。魔法と密着した魔導文明と同時に、飛空艇に代表されるような機械文明も発展している。そうした文明の一方で未開の地も多く、ダルマスカが砂漠に拓かれた都市であるように、多くの人々は自然と密着した生活を送っている。また、人間のほかに様々な種族が共存しているが、異種族間の衝突や偏見・差別などがあり、様々な問題を抱えている。
イヴァリースは北東のバレンディア大陸、南西のオーダリア大陸、南東のケルオン大陸の3つの大陸で構成されている。バレンディア大陸は草原の広がる平坦な土地で、ほぼ全域にアルケイディア帝国の支配が及んでいる。オーダリア大陸は砂漠に囲まれており、西部にはアルケイディア帝国との200年以上の対立が続いているロザリア帝国がある。オーダリアとバレンディア両大陸の回廊に位置するガルテア半島には二つの帝国に囲まれる形で、本作の物語の中心となるダルマスカ王国が位置している。ケルオン大陸は森林で満たされ、大半がヤクトと呼ばれる未開の地である。
本作の特徴として、世界に関する情報がストーリー中で明示されることは少なく、主にハントカタログにある「賢者の知識」などで情報が断片的に公開されていく仕組みになっている。これによって世界設定への純粋な興味や過去作品とのミッシングリンクなどでプレイヤーの想像力を刺激する形となっている。
またFFシリーズでは珍しく、地図の端と端が繋がらないことや、名前だけが登場するがゲーム内では訪れられない場所があることから、作中で不明な地域がいくつも存在するという、世界の全てをあえて描かない形になっている。

### 世界情勢
物語の中心となるダルマスカ王国は、イヴァリース全土を統一していた旧ガルテア連邦解体後､同時期に発展していったアルケイディア帝国とロザリア帝国の長年にわたる対立の渦中にある小国で、兄弟国には隣国であるナブラディア王国が存在していた。ナブラディア王国は隣国であるアルケイディア帝国への危機感からロザリア帝国への軍の駐留を望んでいたが、ロザリアと対立しているアルケイディアはこれに反発していた。前バレンディア暦704年には侵略に備えた同盟強化として、ナブラディア王国王子と前ダルマスカ王国王女が政略結婚の形で婚姻を結ぶ。
それと同時期にナブラディア内での親ロザリア派の武装蜂起による内乱によってアルケイディア軍との対立が決定的となり宣戦布告、両国は交戦状態となり同盟を結んだダルマスカも参戦する運びとなる。アルケイディアは派遣されたロザリア軍を撃破しナブラディア王国に進軍するが、ナブラディア王国で謎の爆発が発生し、国土ごと国家が消滅するという事態となる。ほどなくしてダルマスカとアルケイディアも交戦状態となり、アルケイディアの強大な軍事力を前にダルマスカは大敗。事実上の降伏勧告となる和平条約案が提示され、それを受け入れ調停に望むこととなった。
しかし、徹底抗戦を唱えるダルマスカのバッシュ将軍によってダルマスカ国王は暗殺され和平の道は頓挫。アルケイディアは侵攻を再開する。このときに浮遊大陸プルヴァマにある中立国ビュエルバがある情報筋からバッシュ将軍の処刑と前王女アーシェの自害を発表。第三国として調停をまとめ、ダルマスカ王国はアルケイディア帝国に無条件降伏する運びとなった。本作の舞台は、「ダルマスカ戦役」と呼ばれるこの一連の戦争の後、ダルマスカ王国がアルケイディア帝国の占領下となって2年後となる前バレンディア暦706年である。

### ミスト
『FFXII』のミストは、空気中を流れる微量の魔法エネルギーを指す。物語の中では「魔霧」と表記される。普段は不可視だが、濃度が高くなると色味がつく。生活エネルギーとして重要な役割を果たしている。「霧じゃないわ、ミストよ」という台詞が示すとおり、英語の「MIST」とは別の意味で、ゲームオリジナルの造語である。
圧縮されるミストのエネルギーを利用したグロセア機関で飛空艇を飛ばすことが出来るが、ミストが異様に高濃度である場所、ヤクトでは、普通の飛空艇は飛行することができない。また、ミストには魔物をより凶暴、より魔力的にする効果があり、これが濃い地域の魔物は普段の野生の生物のような外見とはかけ離れている物が多い。
ミストは魔石という鉱石にも多く含まれており、魔石はクリスタルと呼ばれる事もある。ミストを放出することによって効果を発揮する。魔石には多岐に渡る用途で媒介として利用される「魔法石」、物を浮かせる力を持つ「飛空石」、ミストの動きを察知して物事を記録することが出来る「記憶石」、などがある。
本作では、MPはミストと密接な関係がある。歩くだけでMPが回復するのはミストの力によるものであり、ミストの濃い場所ほど速くMPが回復する。パーティメンバーが使うミストカート（ミストナック・召喚獣）も、ミストの力を発揮させたものである。

### 破魔石
破魔石（はませき）は、膨大なミストの力を秘めた魔石で、魔石と違ってミストを放出するだけではなく、吸収もできる。 ベイグラントストーリーにも破魔石は出てくるが破魔石に関して直接の関係は持っていない。
古代の文献には3つの神授の破魔石を利用し、一代でイヴァリースを平定した覇王の伝説が語り継がれており、空賊の間では実在するか定かでない、伝説の宝物として噂になっていた。実際には破魔石として「暁の断片」「黄昏の破片」「夜光の砕片」が存在し、2つは覇王の子孫に受け継がれ、1つは覇王自らの墓に封じられている。破魔石はレイスウォール王家に伝わる「覇王の剣」で砕くことができるとされ、破魔石に対抗できる力として伝えられている。また、近年ではこの破魔石の特性を再現した「人造破魔石」が研究されている。
現代に伝えられている破魔石は断片にすぎず、「契約の剣」によって破魔石のエネルギー源である「天陽の繭」から切り出されたものであり、「覇王の剣」も「契約の剣」の一つに過ぎない。

### 飛空艇
機体に搭載した飛空石より発生した浮力を使い、船体を浮かせ、プロペラ、グロセアエンジンで飛行する。イヴァリースに満ちたミストが動力である為、ミストが異常な地域・ヤクトでは飛行はできない。飛空艇以外にも大型空母アレクサンダー、空中要塞バハムートが存在する。
地上では人体に影響が無いが、地上で使用する機械類を侵食する「ミミック菌」と呼ばれる細菌が蔓延しているため、地上での交通機関は成長せず、飛空艇が大きく発達することになった。また、戦争においては空中では近代的な飛空艇戦が繰り広げられる一方、地上では歩兵やチョコボ騎兵などを使った中世的な陸戦が繰り広げられているというある種異様な光景が見られる。
飛空艇の名称は、シュトラール以外はいずれも過去の『FF』作品に登場した召喚獣や人名が由来となっている。
シュトラール（Strahl）
バルフレアの愛機。開発元は本社をアルケイディスに構えるYPA社であり、元の名は「YPA-GB試作戦闘機」。
リヴァイアサン（Leviathan）
リヴァイアサン級戦艦1番艦で、アルケイディア帝国軍第8艦隊の旗艦である。西方総軍ガルテア機動軍に属する第8艦隊は対ロザリアの最前線に配備されている精鋭の部隊であり、当艦隊以外も強力な艦隊が名を連ねる。ここからレモラまでの名称の由来は、いずれも過去の作品の召喚獣の名前である。
イフリート（Ifrit）
第8艦隊に属するイフリート級巡洋戦艦の1番艦。攻撃力に優れる。帝国軍の主軸としても活躍する。
シヴァ（Shiva）
比較的新型の軽巡洋艦。最前線の部隊である第8艦隊と第12艦隊に配備される。
カーバンクル（Carbuncle）
第8艦隊に属するカーバンクル級軽巡洋戦艦の1番艦。ルビーのような赤い装甲版が特徴的。
オーディン（Odin）
第1艦隊に属する戦艦。名前だけで登場していない。
カトブレパス（Catoblepas）
大型空母アレクサンダーが旗艦である第12艦隊に属する駆逐艦。飛空艇艦隊では配備数も多く、スタンダードな艦艇。
アレクサンダー（Alexander）
アレクサンダー級1番艦。アルケイディア軍西方総軍ガルテア機動軍に属する第12艦隊の旗艦。
バハムート（Bahamut）
アルケイディア軍西方総軍に配備されたバハムート級空中要塞1番艦。飛空石、人造破魔石を搭載しており、ミストを取り込んで動力とすることができる。
アトモス（Atomos）
アルケイディア飛空艇艦隊に標準配備された揚陸艇。物資・兵士の輸送が主な任務。
パンデモニウム（Pandaemonium）
アトモスと同型だが、ジャッジ専用の揚陸艇。
ヴァルファーレ（Valefor）
アルケイディア軍が採り入れた戦闘艇。
レモラ（Remora）
アルケイディア軍の小型戦闘機。冒険の序盤のボスとして登場する。
ゼザ・サーゲイト（Xezat Surgate）
解放軍軍艦隊に属する航空空艦。ゼザ・サーゲイト級航空母艦は解放軍の主力である。「ゼザ」および下の「ガラフ」は、いずれも『FFV』に登場する「暁の四戦士」の名前であり、「サーゲイト」および下の「バル」は、それぞれが治めていた国の名前。
ガーランド（Garland）
解放軍旗艦のガーランド級1番艦。過去の作品に登場するキャラクターの名前。
ガラフ・バル（Galaf Bal）
ゼザ・サーゲイトと並ぶ解放軍軍艦隊の空母。ガラフは『FFV』のパーティーメンバー四人のうちの一人の名前。
レギナ・ヒルダ（Queen Hilda）
解放軍軍艦隊に属する巡洋艦。レギナ・ヒルダ級巡洋艦はゼザ・サーゲイト級に足りない火力を補う為の支援を行う。ヒルダは『FFII』のフィン王国の王女の名前である。
飛空艇定期便
飛空艇ターミナルがある都市と都市を結ぶ飛空艇。

### ジャッジ・ジャッジマスター
前バレンディア暦486年、帝政に移行したアルケイディアは、皇帝が軍部出身とのこともあり、軍が政治を私物化するという問題を抱えていた。前バレンディア暦615年、その状況を打破すべく法務庁（司法局の前身）を総括していたソリドールが立ち上がり、軍部との権力闘争に勝利する。皇帝に就いたソリドールは、軍部の粛清と法改革を決行し、軍が政治に関与できない制度にした。その新制度の中でも強力な権限を与えられたのが「公安総局」である。
公安総局は全部で18局あり、18人の局長を「ジャッジマスター」、総勢2500人の局員を「ジャッジ」と呼ぶ。特殊騎士のジャッジは、軍の監査・指揮権限を持ち、「法の番人」として警察機構、検事、裁判官、処刑人の役割も持つ。またソリドール家の武装親衛隊でもあり、実質ソリドール家が軍に関与する為の仲介役にもなっている。それぞれの局が役割を分担しているのではなく、その時の必要に応じてあらゆる役割を担う。今作は6人のジャッジマスター（ベルガ、ドレイス、ガブラス、ザルガバース、ギース、ゼクト）が登場する。

### 国家
ラバナスタ・旧ダルマスカ王国（Kingdom of Dalmasca）
ヴァンの母国。ゲーム進行の上で活動の拠点であると同時に、アーシェの復権が目的となる。下層部にはラバナスタ・ダウンタウンがあり、多くは戦災孤児が住み着いている。ダウンタウンにはガラムサイズ水路への入り口、市街地の北には黄昏の破片が眠るラバナスタ王宮がある。
アルケイディア帝国（Archadian Empire）
ヴァン達の「敵」となる国。イヴァリース全土を侵略する事が国家目的であり、破魔石の力も狙っている。市街地の北東にドラクロア研究所、外れにはスラム化した旧市街がある。
「アルケイディア」とは「理想郷」の意味。
ナブラディア王国（Kingdom of Nabradia）
夜行の砕片が眠る王国。帝国の侵攻と謎の爆発で滅亡した。プレイヤーにとっては任意探索形式のダンジョンでしかなく、過去の回想や資料でのみ語られる。
ロザリア帝国（Rozarrian Empire）
ワールドマップの行動範囲内には登場しない国家。主にNPCが外交面で登場。
ランディス共和国（The Republic of Landis）
ワールドマップの行動範囲内には登場しない国家。アルケイディア帝国に占領され、劇中の人物達の祖国として語られる。

### 自治都市・集落
空中都市ビュエルバ（The Skycity of Bhujerba）
市街エリアとダンジョンを持つ空中浮遊都市。ストーリー以外でもサブイベントで度々訪れる。北にはルース魔石鉱がある。
ガリフの地ジャハラ（Jahara.Land of the Garif）
ガリフ族の集落。召喚ライセンスを一定数集めるとヘネ魔石鉱・最深部への扉を開放してくれる。
エルトの里（Eruyt Village）
ヴィエラ族の集落。ダンジョン内の町のためか、陸地（集落除く）では唯一チョコボ屋がない。
神都ブルオミシェイス（Mt.Bur-Omisace）
イヴァリース全土に伝わっている宗教、キルティア教の聖地。
ナルビナ城塞（Nalbina Fortress）
旧ダルマスカ王国と旧ナブラディア王国との国境に築かれた城塞。戦後はアルケイディアの占領地となり、対ロザリアにおける拠点となった。ストーリーの序盤の舞台となっている。地下にはナルビナ城塞地下牢、バルハイム地下道がある。
港町バーフォンハイム（The Port at Balfonheim）
プレイヤーが訪れる順番では最後の街。ミニゲームの「かけっこ」が楽しめる。

### 地域
オーダリア大陸
ダルマスカ地方
ダルマスカ王国を中心とする地方。砂漠地帯の東ダルマスカ砂漠、西ダルマスカ砂漠に分けられており、南には乾季、雨季によって地形が変わるギーザ草原がある。
ヤクト・エンサ
粒子が細かい砂で、風が吹くと波のように見えるため砂海と呼ばれる地帯。大砂海オグル・エンサ、大砂海ナム・エンサに分けられている。かつてロザリア帝国が地下の石油を採掘するために施設を建てたが、そこを縄張りとするウルタンエンサ族に幾度も襲撃を受け、放棄されている。オグル・エンサ、ナム・エンサの何処かにはゼルテニアン洞窟への入り口、西には暁の断片が眠るレイスウォール王墓がある。
ケルオン大陸
バンクール地方
ガリフ族の里を中心とする地方。里があるオズモーネ平原があり、山岳地帯にはヘネ魔石鉱がある。
ヤクト・ディフォール
ヴィエラ族の里が隠されているゴルモア大森林を中心とする地帯。森の各所には封印が施されて進入出来ないので、ヴィエラの力を借りなければならない。南には高濃のミストが流れる幻妖の森がある。奥地にはオキューリア族が籠っている古代都市ギルヴェガンがある。そこにはクリスタル・グランデがあり、あるイベント後、ここで契約の剣が入手できる。
ヤクト・ラムーダ
神都プルオミシェイスを中心とする地帯。霜と雪が一面をおおうパラミア大峡谷がある。南には覇王の剣が眠るミリアム遺跡がある。
バレンディア大陸
ナブラディア地方
ナブラディア王国を中心とする地方。徒歩で向かうにはモスフォーラ山地を抜けて、サリカ樹林を経由しなければならない。サリカ樹林の西側にナブラディア王国があるが、2年前の戦争によって滅亡し、死都ナブディスと化しており、フィールドもナブレウス湿原と化している。
アルケイディア地方
帝都アルケイディアを中心とする地方。東には港町バーフォンハイム、セロビ台地があり、南にはフォーン海岸、ツィッタ大草原、ソーヘン地下宮殿がある。
ナルドア海
プルヴァマ
ナルドア海上空に浮かんでいる空中大陸群。ドルストニスに空中都市ビュエルバがある。
ヤクト・ナルドア
ナルドア海、リドルアナ大瀑布付近の海域。飛空艇だけでなく水上船までいかれるほどの強烈なミストが流れている。大瀑布には天陽の繭が眠っているリドルアナ大灯台がある。特定のモブを受けると大瀑布の何処かでヤズマットと戦えるようになる。

### 宗教
キルティア教
イヴァリース全土で信仰されている宗教。一神教であるか多神教であるかは不明。教会は政治的権力を持たず、総本山である神都ブルオミシェイスはいかなる国家にも属していない。

### 種族
ヒュム族（Hume）
いわゆる「人間」。種族の中で圧倒的に多くイヴァリースの知的生命体の40パーセントはヒュムであり、現代のイヴァリース社会では彼らが主導して歴史を作っている。平均寿命は70歳前後で、他の種族に比べ短命である。身体能力も知能も特別高くは無いが、強い繁殖能力と探究心を持ち、世界中に活動範囲を広げていった。
他の種族と比べて、加齢による外見の変化が激しい、暮らす地域によって衣装も大きく異なる。
ヴィエラ族（Viera）
深い森に住んでいることから「森の民」と呼ばれる種族。森の精霊の声を聞き、天候や森の生き物の動きを感じ取れる。男性は数が少ないという設定になっているため登場しない。
長い手足と兎のような長い耳、銀髪を持つ。寿命はヒュムの3倍程度で子供のうちはヒュムと同じ成長速度だが、成人して以降は容姿が変わらない。ヒッピー思想に酷似した考えを持っている。
戦災で森を追われるなどして都市部で生活したり、旅をしたりする者もあちこちで見られ、ヒュム族など他の種族と恋仲になる者も存在する。また、ヒュム族と子供を授かることが確認できる唯一の種族である。
モーグリ族（Moogle）
全身をふわふわの毛で覆われた、ぬいぐるみのような種族。自分のことを「モグ」と呼び、語尾に「クポ」とつけるため、愛らしい印象があるが、性格は現実的かつクール。手先が器用で、複雑な機械の設計や開発を得意とする。
従来のFFシリーズに登場した同名の種族とは外見が異なる。
バンガ族（Bangaa）
爬虫類から進化した種族。寿命はヒュム族の1.5倍-2倍ほどあるが、繁殖能力は低い。乱暴者と見られがちだが、種族としてのバンガ族は生活水準、知能はヒュムと変わらない。
耳が長く垂れ下がり、全身が鱗に覆われ、蜥蜴のような顔立ちだが、トカゲ呼ばわりを嫌う。体色も赤・青・黄・緑・灰と多彩で体色によって気性、身体能力がおおよそ決定する。フィールド上を徘徊し、襲ってくる者もいる。
シーク族（Seeq）
にぶそうな外見と裏腹に、動作が俊敏で腕力、体力が高い。一方知能が低く種族全体の中では喧嘩っぱやく良識が弱い。
足が短く、豚のような外見をしている。身長はヒュムと同程度だが、横幅は倍以上ある。フィールドを徘徊し、襲ってくる者もいる。
ン・モゥ族（Nu Mou）
老人のような小柄な容姿を持つ種族。寿命はヒュム族の3倍以上だが、繁殖能力が低く数は少数。穏やかな性格で、知能と魔力に長けており、多くはキルティア教の長老など伝承を伝える立場にある。
ガリフ族（Garif）
巨体で仮面を被った種族。成人の身長は2メートル以上あり、筋肉質で褐色の体毛に覆われている。戦士として能力が高い。しかし性格は温厚かつ慈悲深く、殺しは好まない。その能力はほとんどが集落の守備や、狩猟に使われる。ガリフ族は集落ごとに質素に暮らし族長や長老が権限を持つ。独自の知識や伝承を語り継いでいる。集落付近のフィールドを散策しているが、プレイヤーが殺害しても特にペナルティはない。
作中ではごく少数のみしか確認できないもの、モンスターとして登場する種族などがある。

## 開発
2001年1月にプロジェクトが始動する。当初はPlayOnline用の小規模シミュレーションゲームであり、コマンドを入力すれば自動で進行する手軽なゲームだったが、会社から「FFを作ってほしい」との依頼を受け、『FFXII』のプロジェクトとして動き出した。同年12月に開発が本格化する。
2002年3月に発売予定は2002年-2003年度中と発表され、同年4月、特定のキャラに焦点を当てた派生作品の展開について語られる。しかし『PlayOnline』や『FFTA』と業務を並行していたスタッフがいたことによる製作の遅れ、より良くしようとする意思や、シナリオがまとまらなかったなどの理由で、2003年10月には発売予定は来年度以降に延期される。
2004年5月にはE3にプレイアブル出展、試遊版では、ラバナスタの外周や聖堂裏、大通りなどの通行も可能であったが、体験者の試遊によって街の構造把握が難解であることが判明したため、製品版ではそれらとの接続部分に柵や花壇、段差などの隔壁が設けられて一切通行不可能となった。既存のマップはより把握しやすくなるよう細部に修正が施され、ラバナスタ内の代表地点へワープできるモグシーが追加された。このマップの削除と修正の痕跡は、その他の街や居住区、各地の飛空艇ターミナルでも多数確認することができる。
E3後、発売予定は2004年冬 - 2005年春に延期、2005年5月には発売予定は2005年度に延期される。そして同年7月に千葉・幕張のスクウェアエニックスパーティーで発売日が2006年3月16日に決定したと発表される。
複数回の延期に関して、『電撃PlayStation』Vol.406のインタビューにおいてはゲームデザインディレクターの伊藤裕之が、バトルシステムの構築にはそのくらいの時間が必要だったとも語っている。
2005年8月にはプロジェクト開始当時からプロデューサー、ディレクター、シナリオを担当していた松野泰己は、開発中に病気を患って退社し、療養のため原案、シナリオプロット、監修に回っている。後任として河津秋敏がエグゼクティブプロデューサーに就任する。

### 未公開となったイベントシーン・変更された演出など
- 国内版では、血飛沫表現などが自粛したものになっている。
- 国内版では、ビュエルバ初回訪問時におけるパンネロの拉致監禁シーンが削除されている（ただし、インターナショナル版、ザ ゾディアックエイジ版には拉致監禁シーンが収録されている）。
- 上記二点の理由から、国内版におけるCEROはA、インターナショナル版、ザ ゾディアックエイジ版におけるCEROはBとなっている。
- 開発段階では街でもパーティーメンバーが表示されており、リーダー別に会話内容が変わる仕様だった（リーダー別に会話内容が変わる仕様自体は、製品版でも一部で実装されている）。
- 気絶したヴァンがナルビナ城塞で見る夢は、開発段階では病室にいるパジャマを着たレックスにガルバナを供えるものではなく、私服を着たレックスに破魔石を持ったヴァンが自慢するというものだった。
- 開発段階で公開された、ガリフの地・ジャハラにてパンネロが踊るムービーが製品版では削除された。
- 開発段階で公開された、五人のジャッジが並列しながら歩くムービーが製品版では削除された。
- 恐竜や亀といったモンスターのサイズが、開発中に公開されたスクリーンショットの中にあったものより縮小されている。
- E3 2004に出展された体験版ではラミナス暗殺の2年後が706 B.I.となっており、E3 2005に出展されたトレイラーではラスラ・アーシェの結婚パレード時が703 B.I.となっていた。

### 音楽
本作制作発表の2、3か月前から制作が始まった。主な作曲者は崎元仁で、ナンバリングタイトルでは初めて植松伸夫以外の作曲家が音楽を担当することになった。植松作曲のFFの定番曲であるプレリュード、FFのテーマ、チョコボのテーマ等は崎元の手によりオーケストラ・アレンジされ、ゲーム中で使われている。また崎元にとって『伝説のオウガバトル』で作業を共にした松尾早人と岩田匡治もゲストとして作曲に参加しており、松尾は7曲、岩田は2曲を担当した。松尾はオープニングとエンディングムービーのオーケストレーションも担当している。
本作の音楽は大半が実機の内蔵音源を使用しており、その全てのマニピュレートを河盛慶次が担当した。また効果音は1996年にスクウェアに入社した矢島友宏が担当した。
本作の楽曲制作のテーマに関して、崎元は以下のように語っている。
また崎元は楽器を使用しての作曲はオープニングとエンディングのみで、その他はパソコンとサンプラーを使用して自室で録音したと語っている。本作ではこうした手法で作曲した崎元の音源を、河盛がゲーム中で鳴らせるように内蔵音源化している。なおオリジナルサウンドトラックCDには内蔵音源ではなく、崎元の原曲が収録されている。
作曲に当たって、崎元は松野泰己からはユーザーに本作を楽しんでもらえる点だけ押さえてもらえれば、あとは自由にしてよいと言われたが、ナンバリングタイトルである点、特に今までの植松の曲の存在に一番プレッシャーを感じたと語り、植松からは「以前の曲は意識しなくていいから自分の曲を作れ」と言われたが、吹っ切れずに一人で心の旅路に出たと語っている。そして崎元はユーザーが持つファイナルファンタジーの曲に対しての印象を少しでも表現できるように心掛けたと語っている。

#### 主題歌
メインテーマ「希望」
作曲 - 葉加瀬太郎
挿入歌「Kiss Me Good-Bye」
作詞 - アンジェラ・アキ
作曲 - 植松伸夫
歌 - アンジェラ・アキ

### 主なスタッフ
- エグゼクティブプロデューサー - 和田洋一、河津秋敏（降板した松野に代わり就任）
- 原案・シナリオプロット・監修（元プロデューサー・ディレクター・シナリオ） - 松野泰己
  - 開発中にプロデューサー等の役職を降板、同月スクウェア・エニックスを退社。
- ゲームデザインディレクター - 伊藤裕之
- ディレクター・ビジュアルデザイン・キャラクターモデル統括 - 皆川裕史
  - 降板した松野に代わり担当。
- スーパーバイザー - 村田琢
- メインコンポーザー - 崎元仁
  - ベイシスケイプ所属。岩田匡治・松尾早人も数曲の作曲を担当している。
- 挿入歌・作曲・一部BGM原曲 - 植松伸夫
  - 開発中に退社し現在SMILEPLEASE所属。
- メインキャラクターデザイン - 吉田明彦
- チーフプログラマー - 片野尚志
- バトルデザイン - 前廣和豊
- アートディレクション - 皆葉英夫
  - 開発中に退社し現在デザイネイション所属。
- 背景アート・アートディレクション - 上国料勇
- イベントディレクション - 秋山淳
- ムービーディレクション - 藤井栄治
- シナリオ - 生田美和、渡辺大祐
  - 開発初期は 松野泰己
- メインタイトル曲の作曲・演奏 - 葉加瀬太郎
  - エイベックス所属。
- イメージイラストレーション・タイトルロゴデザイン - 天野喜孝
- スペシャルサンクス・プロジェクト立ち上げ - 坂口博信
  - 開発体制変更後の関与は見られず。ミストウォーカー所属。

## 反響
ニューヨーク市は2006年に10月11日を「ファイナルファンタジーXII記念日」に制定した。また同年に新日本様式100選に選ばれた。

### 販売形態
PS2本体とソフトがセットになった『プレイステーション2 ファイナルファンタジーXIIパック』（“PlayStation 2” FINAL FANTASY XII Pack）も同時発売された。
2012年12月18日にネット限定販売で、FFIからFFXIIIまでのナンバリングソフト（FFI・FFII・FFIV〜FFIXはPS、FFIIIはPSP、FFX〜FFXIIはPS2、FFXIIIはPS3）、及びFF25周年記念CDやレプリカ等の限定アイテムをセットにした特別パッケージ『ファイナルファンタジー 25th アニバーサリー アルティメットボックス』（FINAL FANTASY 25th ANNIVERSARY ULTIMATE BOX）が発売された。

### 受賞歴
- The 9th CESA GAME AWARDS FUTURE
- PlayStation Awards2006
  - ダブルプラチナプライズ賞
- 日本ゲーム大賞2006
  - 最優秀賞
- ファミ通アワード2006
  - ゲーム・オブ・ザ・イヤー
- GameSpot Best Games and Worst Games of 2006
  - Best Playstation 2 Game
- GameSpy's Game of the Year 2006
  - PS2 Game of the Year
  - PS2 RPG of the Year
- IGN Awards
  - Best PS2 RPG
  - PS2 Game of the Year
- 2006 Edge Awards
  - Best Game
- その他
  - ファミ通クロスレビュー40点満点
  - EDGE歴代ゲーム人気ランキング8位[62]（FFシリーズ及びRPG中トップ）
  - TopTenReviews 4点中3.7942[63]（FFシリーズ中ファイナルファンタジーVIに次いで2位）
  - Guinness World Records 2009 Gamer's Edition 歴代コンソールゲームTOP50：8位[64]（FFシリーズ中トップ）

## インターナショナル版
『ファイナルファンタジーXII インターナショナル ゾディアックジョブシステム』 (FINAL FANTASY XII INTERNATIONAL ZODIAC JOB SYSTEM) は、海外版に新たな要素を追加した英語音声版。日本以外では発売されておらず、また日本語版のデータを引き継ぐ機能は実装されていない。
国内オリジナル版のスタッフは既に別のプロジェクトで動いていたためストーリーやモンスターの追加はなく、インターナショナル版のディレクターである伊藤裕之と海外版スタッフが、システム面の追加・調整を中心に開発している。FFシリーズ生誕二十周年記念ソフトとして、海外版の『FFXII Collector’s Edition』に同梱された特典DVD『FINAL FANTASY XII ARCHIVES&FINAL FANTASY 20th AnniversaryDVD』が付属している。特典DVDにはプロモーショントレーラーや開発者のインタビュー、アートギャラリーなどが収録されている。

### ゾディアックジョブシステム
「ライセンスボード」が黄道十二宮を模した12種類に増え、それぞれのボードで覚えられるライセンスが異なる。各ライセンスボードにはジョブの特性が盛り込まれており、キャラクターはその中から1つだけジョブ（ライセンスボード）を選ぶことができる。選択後のジョブ変更は不可能だが、全員が同じジョブを選んだとしてもゲームクリアが出来るよう、一部の敵キャラクターについては多くのステータス調整が施されている。
12種類のライセンスボードは国内オリジナル版に比べてパネルの総数が少なく種類も偏り、直接攻撃を得手とするタイプや魔法を得手とするタイプなどといったように、役割を持った性能に育つという制限が付与されている。つまり、パネルの総数が多く種類の偏りが希薄で、最終的に得手不得手のない万能の状態へ成長させることができた国内オリジナル版とは正反対の形式をとっている。
ガンビットプラス（ガンビットの枠を増加する）のライセンスがスタート地点（たたかうのライセンス）に近い距離で固まっており、序盤から購入できるガンビットの種類も揃っていることから、国内オリジナル版よりも序盤の制限は薄くなっている。各ライセンスボードには「離れ小島」が存在、一部の召喚獣ライセンスはそれを繋ぐ役割を持っている。
なお発売前の広告（インターナショナルアルティマニアに収録）では吉田明彦が、主人公達が就いたジョブ毎の装備を着ているイラストを描き下ろしているが、イメージであり製品版でキャラクターの衣装がジョブに準じた物に変わる事はない。
ジョブは以下のものがある。
- 白羊宮 - 白魔道士
  - 武器：ロッド、防具：魔装備、魔法/わざ：白魔法
- 金牛宮 - ウーラン
  - 武器：槍、防具：重装備、魔法/わざ：蘇生（自分のHPと引き換えに戦闘不能の味方を回復）など
- 双子宮 - 機工士
  - 武器：銃など、防具：軽装備、魔法/わざ：勧誘（敵を短時間「混乱」させ、味方にする）など
- 巨蟹宮 - 赤魔戦士
  - 武器：メイス、防具：魔装備・盾、魔法/わざ：いくつかの白魔法と黒魔法など
- 獅子宮 - ナイト
  - 武器：剣、防具：重装備・盾、魔法/わざ：暗黒（自分のHPを消費して敵を攻撃）など
- 処女宮 - モンク
  - 武器：棒など、防具：軽装備、魔法/わざ：アキレス（敵に弱点をつくる）など
- 天秤宮 - 時空魔戦士
  - 武器：ボウガン、防具：重装備、魔法/わざ：時空魔法
- 天蝎宮 - ブレイカー
  - 武器：斧・ハンマーなど、防具：重装備・盾、魔法/わざ：破壊（敵のパラメータを減少させる）など
- 人馬宮 - 弓使い
  - 武器：弓、防具：軽装備、魔法/わざ：密猟（瀕死の敵をアイテムに変化させる）など
- 磨羯宮 - 黒魔道士
  - 武器：杖、防具：魔装備、魔法/わざ：黒魔法
- 宝瓶宮 - もののふ
  - 武器：刀、防具：魔装備、魔法/わざ：暗闇殺法（「暗闇」のときのみ出せる必殺技）など
- 双魚宮 - シカリ
  - 武器：ダガーなど、防具：軽装備・盾、魔法/わざ：応急手当（瀕死の味方のHPを回復）など

### トライアルモード
セーブデータを読み込み、様々なモンスターと連戦できるモード。1ステージにモンスターと数個のトレジャーがあり、10ステージ毎にアイテムやギルが獲得できる。またこの時にセーブも可能。全部で100ステージある。トライアルから本編へアイテム等を持ち込むことはできない。

### その他の変更と追加
映像・音声関連
- 全編英語音声、日本語字幕。ボイスの一部追加（オンドールの回顧録全般と、国内オリジナル版で会話ログだったイベントシーンの一部）。リップシンクは行われていない。
  - 各キャラクターには地方による英語の訛りで個性が持たされている。主にダルマスカはアメリカ（ヴァン・パンネロ：NYの若者、アーシェ・バッシュ：フォーマルな英語、バンガ：南部訛り）、アルケイディスはイギリス（ヴェイン・ラーサー：上流階級、バルフレア・シド：演劇調、帝国兵：下町訛り）の方言を採用している。その他、ヴィエラ族の古英語調・ダランのアラビア訛り・アルシドのイタリア訛りがある。

- ワイド画面 (16:9) に対応（4:3と選択可能）。
- 拉致監禁シーンが収録されているため、CEROのレーティングがAからBへ引き上げられている。
- ナム・エンサのBGMが「大砂海」から「セロビ台地」に差し替えられている。

戦闘関連
- 各種モンスターの調整（基本的に最大HPが下がり、攻撃力が上がっている）。
- L1ボタンで、移動、バトルが約4倍に高速化するモードに切り替えられる。
- 敵に与えられるダメージが、国内オリジナル版では一部を除き9999で固定であった上限がなくなった。
- ミストナックと召喚のコスト消費がMPから独立、過去シリーズの必殺技ゲージに使い勝手が近くなり大幅に改善された。
- ゲストキャラクターや召喚獣をリーダーに指定し、操作することができる。ゲストについてはガンビットも変更可能。

アイテム・魔法・ガンビット
- マップ上のトレジャーが多数追加。内容が固定のトレジャーも増えている。
- いくつかの新アイテム・新武具が追加（グラフィックの追加、変更は無し）。また、一部アイテムの名前が変わっている。
- 国内オリジナル版の入手し辛い装備が入手しやすくなった。オリジナル版で特定の宝箱を開けた際に強力な武具の入った宝箱の中身が消失する「リンクトレジャー」が削除、超低確率でトレジャーとして出現・ドロップするアイテムは少なくなった（入手条件が緩和された）が、本作で追加された武具の中には破格の強さを持つ代わりにさらに入手しにくい三種の神器が存在する。
- 魔法のカテゴリが従来シリーズに近いものに変更され、白魔法・黒魔法の数が増えた代わりに緑魔法・裏魔法の数が大きく減少した。また、ケアルやファイアなどが単体から範囲魔法になり、効果（威力）も上がっている。
  - 白魔法…主にHPの回復や状態異常の治療、プラスの状態異常の付加を行う。
  - 黒魔法…ダメージを与える、マイナスの状態異常の付加する魔法を揃えている。
  - 時空魔法…主に時間や空間に干渉する魔法。
  - 緑魔法…「デコイ」「リバース」「バブル」など、『FFXII』独自の状態異常の魔法が揃っている。
  - 裏魔法…強力な攻撃魔法のみ。赤魔戦士にしか使えない。

- 強力な技・魔法・アイテムがショップで購入できなくなっている（トレジャーのみから入手可）。一部はモブ退治の成績に連動してクランショップで開放される物に変わった。
- 新たなガンビットの追加及び入手手段の緩和（初期からほとんど購入できる）。

クリア特典
- ゲームクリア特典の「強くてニューゲーム」（操作キャラクター全員のレベルが90の状態で開始）モードの追加。
- トライアルモードクリア特典の「弱くてニューゲーム」（操作キャラクター全員のレベルが1に固定され、ライセンスのみで成長していく）モードの追加。

## ザ ゾディアック エイジ
『ファイナルファンタジーXII ザ ゾディアック エイジ』 (FINAL FANTASY XII THE ZODIAC AGE) は、2007年8月9日に発売された『FINAL FANTASY XII INTERNATIONAL ZODIAC JOB SYSTEM』(以下IZJS)をベースにHD化を行った作品。
2016年頃に発表され、2017年7月13日にPlayStation 4で発売された。ダウンロード版も同日配信されている。
また同日、本編とサウンドトラック等を含むダウンロード専用『 FINAL FANTASY XII THE ZODIAC AGE デジタルプレミアムエディション』（DIGITAL PREMIUM EDITION）及び、本編とサウンドトラック、フィギュアセット等を含むネット限定販売版『 FINAL FANTASY XII THE ZODIAC AGE コレクターズエディション』（COLLECTOR'S EDITION）も発売された。
2018年2月2日からはSteamにてWindows版が配信され、2019年4月25日にはNintendo Switch版、Xbox One版も発売された（Xbox One版はダウンロード版のみ）。
後発のWindows版、Nintendo Switch版、Xbox One版にはPlayStation 4版になかった機能がいくつか追加されている（のちのアップデートによりPlayStation 4版に追加された機能もある）。

### FF12IZJSからの主な変更点

#### 映像表現力・音声表現力の向上、新曲の追加
- ただ高画質化しただけではなく、現世代の映像表現も導入され、質感や光・陰影の表現が強化されている。
- 全ての曲を『ZODIAC AGE』向けに再収録。更にフィールド用5曲等が新作として収録されている。
- PS2版音源も収録されており、再収録&新録版とコンフィグで切替可能。更にOST収録版にも切替可能[注 5]。
- 7.1chサラウンドに対応（Nintendo Switch版のみ5.1chサラウンド）。
- 日本語と英語の音声が両方収録されており、コンフィグで切替可能。
- 一部のボイスが再録された。また英語版のみであった音声も日本語版が追加されている。
- BGM・効果音・音声で別々に音量が調節できるようになった。
- 60fpsに対応（Windows版・Xbox One Xでのプレイ時のXbox One版のみ）。
- 21:9ウルトラワイドモニター、マルチモニター(Full HD×3=48:9)に対応（Windows版のみ）。

#### ジョブ（ライセンスボード）システムの強化
- シナリオ中盤でライセンスボードに出現する「Lボードプラス」を習得することで、2つ目のジョブ(ライセンスボード)を選択できるようになった。更に習得したライセンスは共有されるので、飛び地を上手く使い上位のスキルを容易に取得することも可能になる。
- IZJSでは不可能だった、ジョブ（ライセンスボード）のリセットと変更が可能になった[注 6]。

#### トライアルモードの強化
- トライアルモードでトレジャーや「盗む」などで入手したアイテムやギル・LPを本編に持ち込めるようになった。本編では終盤まで入手できないアイテムや入手できる個数が限られているアイテムも序盤から複数入手することも可能になる。

#### 強くてニューゲーム・弱くてニューゲームの強化
- IZJSでは一定の条件を満たさなければプレイできなかった「強くてニューゲーム」・「弱くてニューゲーム」が最初からプレイできるようになった（Windows版のみ）。
- IZJSではLv90から開始するのみであった「強くてニューゲーム」が、開始前に獲得していた装備・魔法・LP・ギルなどを引き継いで開始できるようになった（Nintendo Switch版・Xbox One版のみ）。

#### 操作性・快適性の向上
- マップチェンジなどのロード時間が短縮された。
- オートセーブ機能が導入された。マップチェンジの度に行われる。
- PS2版ではハードの性能の制約により上位魔法を発動するたびに発生していた「順番待ち」がほぼ発生しなくなった。
- IZJSでは4倍速のみであった倍速モードに2倍速が追加された。いつでも速度を切替可能。
- 画面中央部に透過されたロケーションマップを表示する機能の追加。いつでも表示／非表示が切替可能。
- PS2版では上下・左右ともにリバース固定であったカメラ操作がノーマルと切替可能になった。
- ギル・LPをすぐにMAXにできるブースト機能が追加された（Windows版のみ）。
- ガンビットをキャラクター毎に3セットまで組むことができるようになった[注 6]。

#### ZODIAC AGE 制作スタッフ
- プロデューサー - 加藤弘彰
- ディレクター - 片野尚志
- アートディレクション - 高橋亮太郎 (株式会社CGStyle)
- テクニカルディレクション - 岩村静樹
- ゲームデザイン - 秋山淳
- コンポーザー - 崎元仁 (ベイシスケイプ)
- ミュージックエディター - 河盛慶次
- サウンドエフェクトディレクション - 矢島友宏
- ムービーディレクション - 生守一行
- スーパーバイザー - 伊藤裕之、皆川裕史

## 他作品との関連性
イヴァリースは『FFT』、『FFTA』でも物語の舞台になっており、前2作と『FFXII』は世界設定と時間軸を共有しているようにも解釈できる。年代としては『FFXII』の時代が最も古いとみられている。また、一部『ベイグラントストーリー』に出てくるキルティア神殿などにも共通性があるため時間軸を共有しているとされる。また、アルティマニアによれば『FFT』で歴史上の聖人として語られるアジョラの登場は『FFXII』の数十年後であるという。
『FFTA』で主人公達が創造したイヴァリースは、一部のキャラクターが同じで世界が似通っているものの、彼等が直前までプレイしていた劇中劇「ファイナルファンタジー（『FFXII』であると考えられる）」をイメージして創造したという設定になっている。これは、歴史的にはほとんど関わりのないパラレルワールドと見られる。ただし、『FFTA』の主人公達が住む「現実世界」の街、「St.イヴァリース」は『FFT』、『FFXII』、『ベイグラントストーリー』と歴史がつながっていると解釈できる。
また『FFXIIRW』は、イヴァリース地域外に存在する「プルヴァマ（浮遊大陸）」群が主な舞台となっている。

## コミック版
「ファイナルファンタジー」「悠久の風伝説 ファイナルファンタジーIIIより」「チョコチョコボンボン」「ファイナルファンタジーXI（未完）」に続く公式FFコミックである。『ガンガンパワード』No.1（2006年6月、隔月刊として再編された最初の号）から連載されていたが、2009年2月に同誌が休刊したことに伴い同年4月23日よりウェブコミック配信サイト『ガンガンONLINE』へ移籍し、6月25日更新分の第19章を以て完結した。作画は天羽銀。
物語はゲームでは中盤の、ナム・エンサ大砂海から始まる。ゲーム本編にはない展開も挿入されているが、監修された公式・公認設定かは現時点ではスクウェア・エニックスからの公式発表はない。

## 関連商品

### 書籍
スクウェア・エニックス公式ファイナルファンタジーXIIワールドプレビュー
Vジャンプ緊急増刊シリーズの役割を自社が担当した物。
ファイナルファンタジーXII First Flight Guide
Vジャンプ発行の序盤までを攻略した最速攻略本。
ファイナルファンタジーXII 公式ガイドブック
ゲーム中盤までを攻略した公式ガイドブック。
ファイナルファンタジーXII バトルアルティマニア/シナリオアルティマニア
スタジオベントスタッフ編集、スクウェア・エニックスより2006年6月16日発売。
ファイナルファンタジーXII アルティマニアΩ
2006年11月24日発売。
ファイナルファンタジーXII インターナショナル ゾディアックジョブシステム アルティマニア
2007年9月6日発売。
ファイナルファンタジーXIIのあるきかた
CB'sPROJECT編集、スクウェア・エニックスより2006年10月27日発売。旧スクウェア系列作品の「あるきかた」シリーズはこれが初。

### コラボレーション
- サントリーから回復アイテムの「ポーション」をイメージした「ファイナルファンタジーXII ポーション」が発売。
- SCEより『FFXII』同梱のPlayStation 2FFXII限定カラー発売。
- ファイナルファンタジーXII メモリーカード8MB
- コードレスコンパクトコントローラ FFXIIVer
  - ロジクールより発売。

### CD
ファイナルファンタジーXII オリジナル・サウンドトラック
ファイナルファンタジーXII ピンズコレクション
Vol.1・2発売。